# Liste der Kulturdenkmale der Revierwasserlaufanstalt Freiberg

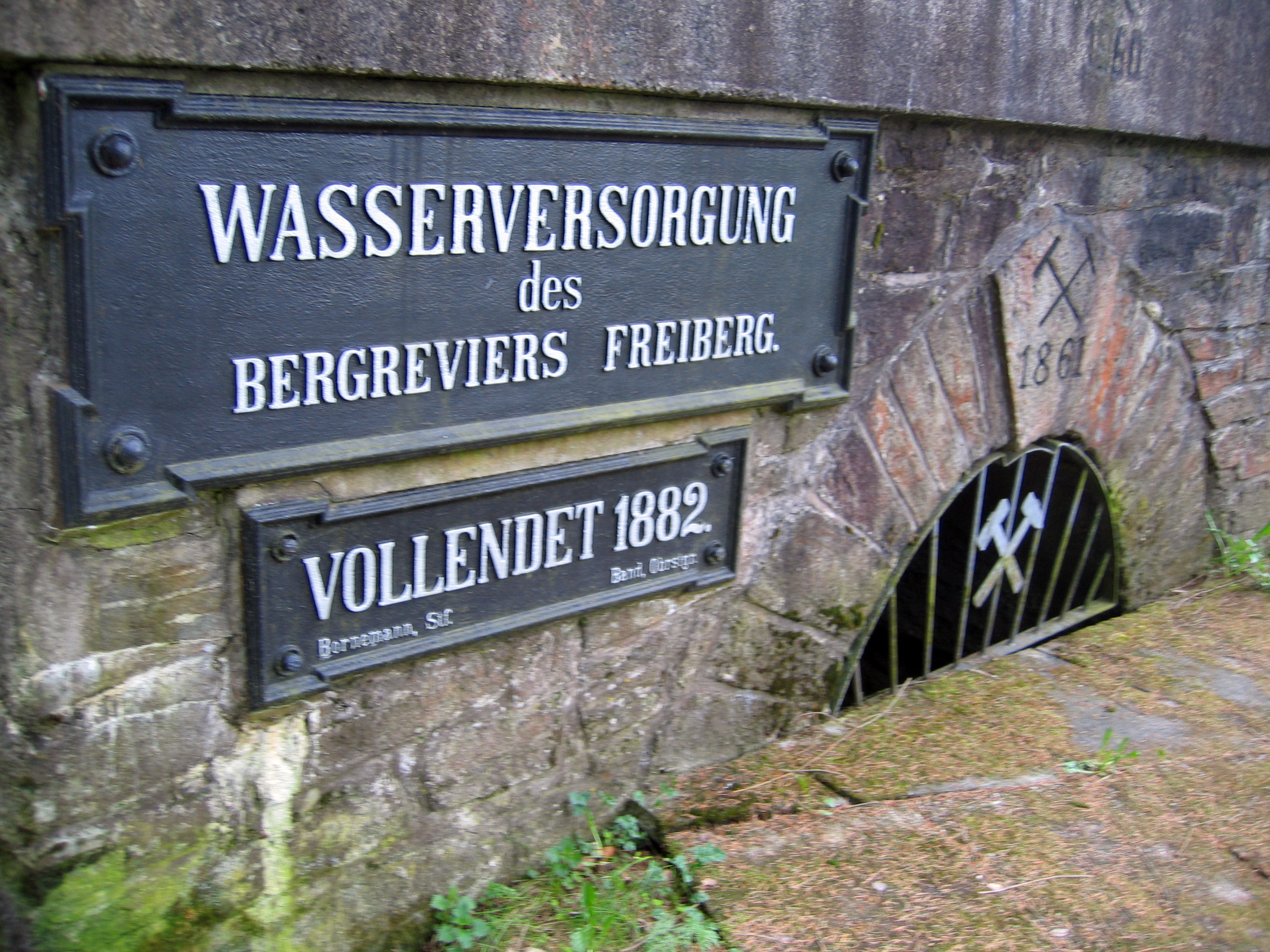
Heutiger Beginn der Revierwasserlaufanstalt an der Hemmberg Rösche in Cämmerswalde

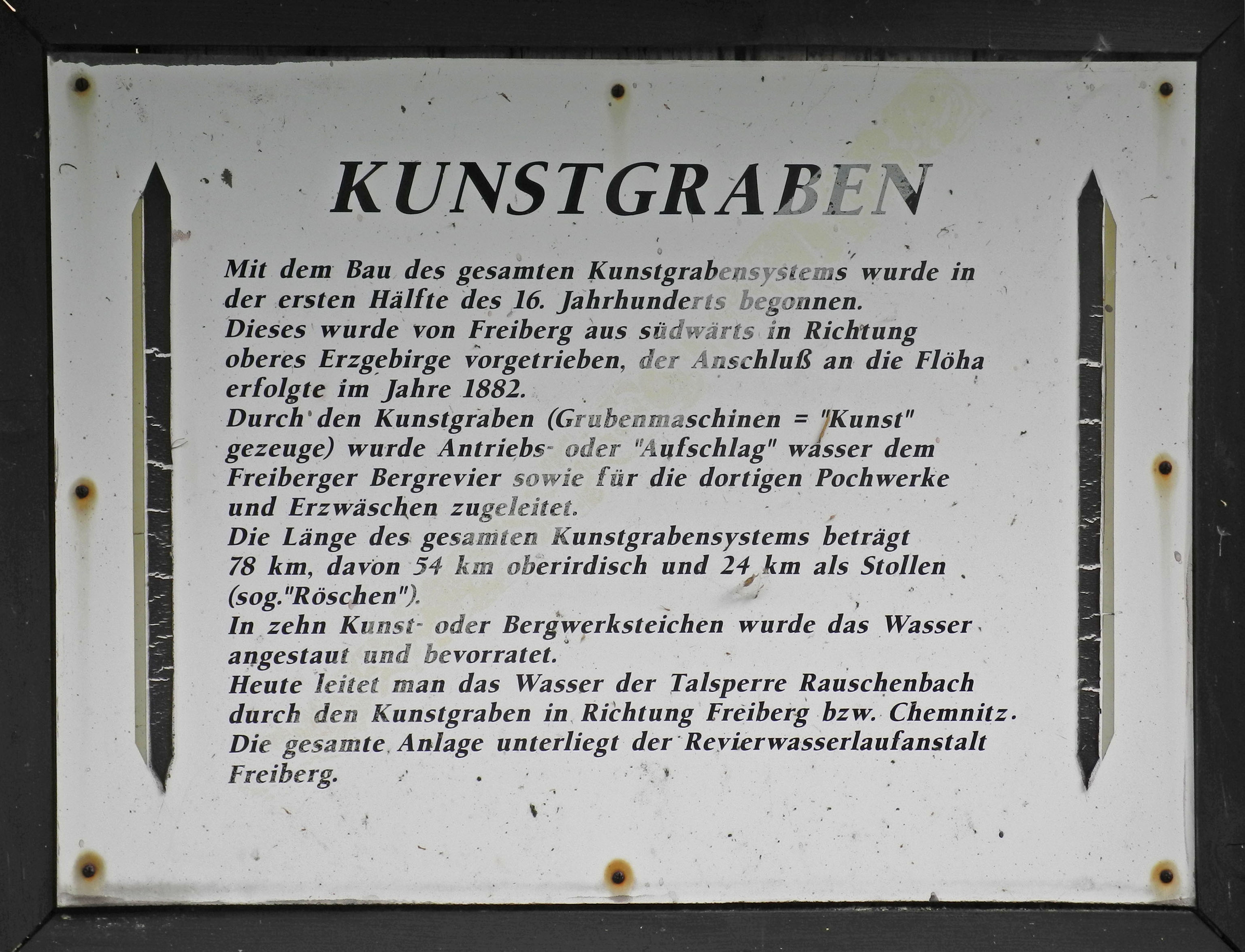
Erläuterungstafel zu den Kunstgräben der RWA

Die Liste der Kulturdenkmale der Revierwasserlaufanstalt Freiberg enthält die Kulturdenkmale der Sachgesamtheit Revierwasserlaufanstalt Freiberg. In der Denkmalliste des Freistaates Sachsen ist die Revierwasserlaufanstalt Freiberg unter der ID-Nr. 08991218 als Sachgesamtheit ausgewiesen. Diese Sachgesamtheit besteht aus Sachgesamtheitsbestandteilen und Einzeldenkmalen, die in den einzelnen Ortsteilen der Gemeinden Neuhausen/Erzgeb., Sayda, Olbernhau, Großhartmannsdorf, Mulda/Sa., Lichtenberg/Erzgeb., Brand-Erbisdorf, Weißenborn/Erzgeb. und Freiberg-Zug zu finden sind, siehe Denkmallisten. 

Diese Liste ist eine Teilliste der Liste der technischen Denkmale im Landkreis Mittelsachsen. 

Diese Liste ist eine Teilliste der Liste der technischen Denkmale in Sachsen.
Der Bau der von Martin Planer (um 1510–1582) konzipierten Anlage von Kunstgräben und Kunstteichen zur Heranholung von Aufschlagwasser aus dem oberen Gebirge ins Freiberger Revier begann im Jahr 1558. Damit legte er die Grundlage für das System der Revierwasserlaufanstalt, deren Erweiterungen vom 17. bis zum 19. Jahrhundert erfolgten. Mit der Errichtung des Neuwernsdorfer Wasserteilers an der oberen Flöha wurde im 19. Jahrhundert der heutige Ausbauzustand erreicht, so dass im Süden von Freiberg ein bis zu 80 km langes Netz von Kunstgräben und Kunstteichen entstand, das auch heute noch nahezu unverändert in Betrieb ist.

## Kulturdenkmale der Revierwasserlaufanstalt
Diese Liste enthält alle Sachgesamtheitsbestandteile und Einzeldenkmale, die denkmalpflegerisch zur Sachgesamtheit Revierwasserlaufanstalt gehören. Die historische Bedeutung der Einzeldenkmale dieser Strecke ergibt sich aus dem Denkmaltext des Landesamts für Denkmalpflege Sachsen: „Als Bestandteil der historischen wie auch der weiterhin aktiv bewirtschafteten Revierwasserlaufanstalt sind die genannten Anlagen damit nicht nur von regionalgeschichtlicher, sondern auch von großer bergbauhistorischer Bedeutung. Zeugen sie doch im Zusammenspiel mit weiteren – teils fragmentarisch – erhaltenen bergbauwasserwirtschaftlichen Anlagen von den Anstrengungen, die zur Aufrechterhaltung des hiesigen Erzbergbaus mittels wasserbetriebener Antriebs- und Aufbereitungstechnik unternommen wurden. Gleichzeitig sind sie beispielhaft für die Nutzungswandlung von derartigen Infrastrukturen nach der Einstellung des Bergbaus hin zur regionalen Trink- und Brauchwasserbereitstellung und weisen als weiterhin in Funktion befindliche Anlage einen besonderen Erlebnis- und Erinnerungswert auf.“
| Bild                                    | Bezeichnung | Lage                                                           | Datierung                                                                                                 | Beschreibung | ID       |
| --------------------------------------- | --- | -------------------------------------------------------------- | --- | --- | -------- |
|                                         | Sachgesamtheit Revierwasserlaufanstalt, umfangreiches bergbauwasserwirtschaftliches System bestehend aus Kunstteichen einschl. der zugehörigen baulichen und technischen Anlagen       | Großhartmannsdorf, Zehntel (Karte)                             | 16.–18. Jh.                                                                                               | Sachgesamtheit Revierwasserlaufanstalt, umfangreiches bergbauwasserwirtschaftliches System bestehend aus Kunstteichen einschl. der zugehörigen baulichen und technischen Anlagen, Kunstgräben einschließlich aller Schütze, Abschläge und Gewölbebrücken, Röschen einschließlich ihrer Mundlöcher, Stolln sowie zugehörige Halden, Markierungs- und Grenzsteine in mehreren Gemeinden des Landkreises Mittelsachsen und des Erzgebirgskreises. | 08991218 |
|                                         | Hemmberg Rösche, I. und II. Cämmerswalder Rösche, Cämmerswalder Kunstgraben, Pfaffenholz Kunstgraben und Pfaffenholz Rösche (Einzeldenkmale zu ID-Nr. 09305367)                        | Cämmerswalde, OT von Neuhausen/Erzgeb. (Karte)                 | 1858–1863                                                                                                 | Einzeldenkmale der Sachgesamtheit Revierwasserlaufanstalt: Hemmberg Rösche einschließlich Mundloch, Verbindungs- und Zuführungsgraben, II. Cämmerswalder Rösche mit drei Mundlöchern und zwei Schrifttafeln, Cämmerswalder Kunstgraben einschließlich aller Gewölbebrücken, I. Cämmerswalder Rösche einschließlich beider Mundlöcher und einem Grenzstein, Pfaffenholz Kunstgraben einschließlich aller Gewölbebrücken sowie Pfaffenholz Rösche einschließlich eines Mundlochs – landschaftsbildprägende Bestandteile eines umfangreichen Systems der bergmännischen Wasserwirtschaft zur Versorgung des Freiberger Bergbaus mit Aufschlagwasser, bergbaugeschichtlich und ortsgeschichtlich von besonderer Bedeutung. | 09209683 |
|                                         | Sachgesamtheitsbestandteil der Sachgesamtheit Revierwasserlaufanstalt (ID-Nr. 08991218) im Ortsteil Cämmerswalde mit Einzeldenkmalen                                                   | Cämmerswalde, OT von Neuhausen/Erzgeb. (Karte)                 | 16.–18. Jh.                                                                                               | Sachgesamtheitsbestandteil der Sachgesamtheit Revierwasserlaufanstalt im Ortsteil Cämmerswalde mit den Einzeldenkmalen: Hemmberg Rösche einschließlich Mundloch, Verbindungs- und Zuführungsgraben, II. Cämmerswalder Rösche mit drei Mundlöchern und zwei Schrifttafeln, Cämmerswalder Kunstgraben einschließlich aller Gewölbebrücken, I. Cämmerswalder Rösche einschließlich beider Mundlöcher und einem Grenzstein, Pfaffenholz Kunstgraben einschließlich aller Gewölbebrücken sowie Pfaffenholz Rösche einschließlich eines Mundlochs (Einzeldenkmal ID-Nr. 09209683) – landschaftsbildprägende Bestandteile eines umfangreichen Systems der bergmännischen Wasserwirtschaft zur Versorgung des Freiberger Bergbaus mit Aufschlagwasser, bergbaugeschichtlich und ortsgeschichtlich von besonderer Bedeutung. | 09305367 |
| Weitere Bilder                          | Pfaffenholz Rösche, Rechter und Linker Steinwiesen Kunstgraben, Steinwiesen Rösche, I. und II. Purschensteiner Rösche, Purschensteiner Kunstgraben (Einzeldenkmale zu ID-Nr. 09305356) | Neuhausen/Erzgeb. (Karte)                                      | um 1857, Steinwiesen Rösche; 1852-1856, Purschensteiner Röschen; 1858-1863, Pfaffenholz Rösche; bez. 1856 | Einzeldenkmale der Sachgesamtheit Revierwasserlaufanstalt: Pfaffenholz Rösche einschließlich eines Mundlochs, Rechter und Linker Steinwiesen Kunstgraben einschließlich aller Gewölbebrücken, Steinwiesen Rösche einschließlich zweier Mundlöcher, II. Purschensteiner Rösche einschließlich zweier Mundlöcher, Purschensteiner Kunstgraben einschließlich aller Gewölbebrücken, I. Purschensteiner Rösche einschließlich eines Mundlochs – landschaftsbildprägende Bestandteile eines umfangreichen Systems der bergmännischen Wasserwirtschaft zur Versorgung des Freiberger Bergbaus mit Aufschlagwasser, bergbaugeschichtlich und ortsgeschichtlich von besonderer Bedeutung. | 09209961 |
| Weitere Bilder                          | Sachgesamtheitsbestandteil der Sachgesamtheit Revierwasserlaufanstalt (ID-Nr. 08991218) im Ortsteil Neuhausen/Erzgeb. mit Einzeldenkmalen                                              | Neuhausen/Erzgeb. (Karte)                                      | 16.–18. Jh.                                                                                               | Sachgesamtheitsbestandteil der Sachgesamtheit Revierwasserlaufanstalt im Ortsteil Neuhausen/Erzgeb. mit den Einzeldenkmalen: Pfaffenholz Rösche einschließlich eines Mundlochs, Rechter und Linker Steinwiesen Kunstgraben einschließlich aller Gewölbebrücken, Steinwiesen Rösche einschließlich zweier Mundlöcher, II. Purschensteiner Rösche einschließlich zweier Mundlöcher, Purschensteiner Kunstgraben einschließlich aller Gewölbebrücken, I. Purschensteiner Rösche einschließlich eines Mundlochs – landschaftsbildprägende Bestandteile eines umfangreichen Systems der bergmännischen Wasserwirtschaft zur Versorgung des Freiberger Bergbaus mit Aufschlagwasser, bergbaugeschichtlich und ortsgeschichtlich von besonderer Bedeutung. | 09305356 |
|                                         | I. Purschensteiner Rösche; Dittersbacher Rösche (Einzeldenkmale zu ID-Nr. 09305361) | Dittersbach, OT von Neuhausen/Erzgeb. (Karte)                  | 1839–1855, Dittersbacher Rösche                                                                           | Einzeldenkmale der Sachgesamtheit Revierwasserlaufanstalt: I. Purschensteiner Rösche sowie Dittersbacher Rösche einschließlich eines Mundlochs – landschaftsbildprägende Bestandteile eines umfangreichen Systems der bergmännischen Wasserwirtschaft zur Versorgung des Freiberger Bergbaus mit Aufschlagwasser, bergbaugeschichtlich und ortsgeschichtlich von besonderer Bedeutung. | 09209973 |
|                                         | Sachgesamtheitsbestandteil der Sachgesamtheit Revierwasserlaufanstalt (ID-Nr. 08991218) im Ortsteil Dittersbach mit Einzeldenkmalen                                                    | Dittersbach, OT von Neuhausen/Erzgeb. (Karte)                  | 16.–18. Jh.                                                                                               | Sachgesamtheitsbestandteil der Sachgesamtheit Revierwasserlaufanstalt im Ortsteil Dittersbach mit den Einzeldenkmalen: I. Purschensteiner Rösche sowie Dittersbacher Rösche einschließlich eines Mundlochs (Einzeldenkmal ID-Nr. 09209973) – landschaftsbildprägende Bestandteile eines umfangreichen Systems der bergmännischen Wasserwirtschaft zur Versorgung des Freiberger Bergbaus mit Aufschlagwasser, bergbaugeschichtlich und ortsgeschichtlich von besonderer Bedeutung. | 09305361 |
| Weitere Bilder                          | Dittersbacher Rösche, Mortelgrunder Kunstgraben und Mortelbacher Rösche (Einzeldenkmale zu ID-Nr. 09304805)                                                                            | Sayda (Karte)                                                  | 1827 (Mortelgrunder Kunstgraben)                                                                          | Einzeldenkmale der Sachgesamtheit Revierwasserlaufanstalt: Dittersbacher Rösche mit Mundloch, Mortelgrunder Kunstgraben und Mortelbacher Rösche mit Mundloch – künstlich angelegte ober- und untertägige Wasserleitung zwischen der I. Purschensteiner Rösche auf Dittersbacher Flur im Gemeindegebiet von Neuhausen/Erzgeb. und dem Dittmannsdorfer Teich auf Ullersdorfer Flur im Stadtgebiet von Sayda bzw. auf Dittmannsdorfer Flur im Gemeindegebiet Pfaffrodas, ortsbildprägende Bestandteile eines umfangreichen Systems der bergmännischen Wasserwirtschaft zur Versorgung des Freiberger Bergbaus mit Aufschlagwasser, bergbaugeschichtlich und ortsgeschichtlich von Bedeutung. | 08991094 |
| Weitere Bilder                          | Sachgesamtheitsbestandteil der Sachgesamtheit Revierwasserlaufanstalt (ID-Nr. 08991218) im Ortsteil Sayda mit Einzeldenkmalen                                                          | Sayda (Karte)                                                  | 16.–18. Jh.                                                                                               | Sachgesamtheitsbestandteil der Sachgesamtheit Revierwasserlaufanstalt im Ortsteil Sayda mit den Einzeldenkmalen: Dittersbacher Rösche mit Mundloch, Mortelgrunder Kunstgraben und Mortelbacher Rösche mit Mundloch (Einzeldenkmale ID-Nr. 08991094); landschaftsbildprägende Bestandteile eines umfangreichen Systems der bergmännischen Wasserwirtschaft zur Versorgung des Freiberger Bergbaus mit Aufschlagwasser – bergbaugeschichtlich und ortsgeschichtlich von besonderer Bedeutung. | 09304805 |
| Direkt Bild zu diesem Denkmal hochladen | Sachgesamtheitsbestandteil der Sachgesamtheit Revierwasserlaufanstalt (ID-Nr. 08991218) im Ortsteil Ullersdorf mit Einzeldenkmalen                                                     | Ullersdorf, OT von Sayda (Karte)                               | 16.–18. Jh.                                                                                               | Sachgesamtheitsbestandteil der Sachgesamtheit Revierwasserlaufanstalt im Ortsteil Ullersdorf mit den Einzeldenkmalen: Mortelbacher Rösche und Dittmannsdorfer Teich (ID-Nr. 08991093) – landschaftsbildprägende Bestandteile eines umfangreichen Systems der bergmännischen Wasserwirtschaft zur Versorgung des Freiberger Bergbaus mit Aufschlagwasser, bergbaugeschichtlich und ortsgeschichtlich von besonderer Bedeutung. | 09304806 |
|                                         | Mortelbacher Rösche und Kunstteich (Einzeldenkmale zu ID-Nr. 09304806) | Ullersdorf (Karte)                                             | 1824–1825 (Dittmannsdorfer Teich)                                                                         | Einzeldenkmale der Sachgesamtheit Revierwasserlaufanstalt: Mortelbacher Rösche und Kunstteich – künstlich angelegte ober- und untertägige Wasserleitung zwischen dem Mortelgrunder Kunstgraben auf Saydaer Flur im Stadtgebiet von Sayda und dem Dittmannsdorfer Teich auf Ullersdorfer Flur im Stadtgebiet von Sayda bzw. auf Dittmannsdorfer Flur im Gemeindegebiet Pfaffrodas, ortsbildprägende Bestandteile eines umfangreichen Systems der bergmännischen Wasserwirtschaft zur Versorgung des Freiberger Bergbaus mit Aufschlagwasser, bergbaugeschichtlich und ortsgeschichtlich von Bedeutung. | 08991093 |
| Weitere Bilder                          | Dittmannsdorfer Teich; Mortelbacher Rösche; Dittmannsdorfer Kunstgraben; Dittmannsdorfer Rösche; Friedrich Benno Stolln II (Einzeldenkmale zu ID-Nr. 09306333)                         | Dittmannsdorf, OT von Olbernhau, Am Teich (Karte)              | 1824–1826                                                                                                 | Einzeldenkmale der Sachgesamtheit Revierwasserlaufanstalt: Mortelbacher Rösche mit Mundloch und Kunstgraben, Kunstteich einschließlich Teichdamm, Überlauf mit Flutrinne und Brücke, Grundablassstriegelhaus mit Grundablass und Abzugsgraben, Kunstgrabenstriegelhaus mit Striegel sowie elf Grenzsteine, Dittmannsdorfer Kunstgraben einschließlich aller Gewölbebrücken, Dittmannsdorfer Rösche mit zwei Mundlöchern sowie Friedrich Benno Stolln II mit Mundloch – landschaftsbildprägende Bestandteile eines umfangreichen Systems der bergmännischen Wasserwirtschaft zur Versorgung des Freiberger Bergbaus mit Aufschlagwasser, bergbaugeschichtlich und ortsgeschichtlich von besonderer Bedeutung. | 09205473 |
|                                         | Sachgesamtheitsbestandteil der Sachgesamtheit Revierwasserlaufanstalt (ID-Nr. 08991218) im Ortsteil Dittmannsdorf mit Einzeldenkmalen                                                  | Dittmannsdorf, OT von Olbernhau, Am Teich (Karte)              | 16.–18. Jh.                                                                                               | Sachgesamtheitsbestandteil der Sachgesamtheit Revierwasserlaufanstalt im Ortsteil Dittmannsdorf mit den Einzeldenkmalen: Mortelbacher Rösche mit Mundloch und Kunstgraben, Kunstteich einschließlich Teichdamm, Überlauf mit Flutrinne und Brücke, Grundablassstriegelhaus mit Grundablass und Abzugsgraben, Kunstgrabenstriegelhaus mit Striegel sowie elf Grenzsteine, Dittmannsdorfer Kunstgraben einschließlich aller Gewölbebrücken, Dittmannsdorfer Rösche mit zwei Mundlöchern sowie Friedrich Benno Stolln II mit Mundloch (Einzeldenkmale ID-Nr. 09205473) – landschaftsbildprägende Bestandteile eines umfangreichen Systems der bergmännischen Wasserwirtschaft zur Versorgung des Freiberger Bergbaus mit Aufschlagwasser, bergbaugeschichtlich und ortsgeschichtlich von besonderer Bedeutung (Sachgesamtheitsliste ID-Nr. 08991218, Großhartmannsdorf). | 09306333 |
| Weitere Bilder                          | Sachgesamtheitsbestandteil der Sachgesamtheit Revierwasserlaufanstalt (ID-Nr. 08991218) im Ortsteil Pfaffroda mit den Einzeldenkmalen                                                  | Pfaffroda, OT von Olbernhau (Karte)                            | 16.–18. Jh.                                                                                               | Sachgesamtheitsbestandteil der Sachgesamtheit Revierwasserlaufanstalt im Ortsteil Pfaffroda mit den Einzeldenkmalen: Friedrich Benno Stolln I mit Mundloch, Kunstgraben und Friedrich Benno Stolln II mit Mundloch (Einzeldenkmale ID-Nr. 09206744) – landschaftsbildprägende Bestandteile eines umfangreichen Systems der bergmännischen Wasserwirtschaft zur Versorgung des Freiberger Bergbaus mit Aufschlagwasser, bergbaugeschichtlich und ortsgeschichtlich von besonderer Bedeutung (siehe auch die Sachgesamtheitsliste – ID-Nr. 08991218, Großhartmannsdorf). | 09206739 |
| Weitere Bilder                          | Friedrich Benno Stolln I und II mit Mundloch, Kunstgraben (Einzeldenkmale zu ID-Nr. 09206739)                                                                                          | Pfaffroda, OT von Olbernhau (Karte)                            | 1787–1827                                                                                                 | Einzeldenkmale der Sachgesamtheit Revierwasserlaufanstalt: Friedrich Benno Stolln I mit Mundloch, Kunstgraben und Friedrich Benno Stolln II mit Mundloch – landschaftsbildprägende Bestandteile eines umfangreichen Systems der bergmännischen Wasserwirtschaft zur Versorgung des Freiberger Bergbaus mit Aufschlagwasser, bergbaugeschichtlich und ortsgeschichtlich von besonderer Bedeutung. | 09206744 |
|                                         | Friedrich Benno Stolln I mit Mundloch und Abzugsgraben sowie Umgehungsgraben mit Schütz und Abschlag (Einzeldenkmale zu ID-Nr. 09306332)                                               | Dörnthal, OT von Olbernhau (Karte)                             | 1787–1827                                                                                                 | Einzeldenkmale der Sachgesamtheit Revierwasserlaufanstalt: Friedrich Benno Stolln I mit Mundloch und Abzugsgraben sowie Umgehungsgraben mit Schütz und Abschlag – landschaftsbildprägende Bestandteile eines umfangreichen Systems der bergmännischen Wasserwirtschaft zur Versorgung des Freiberger Bergbaus mit Aufschlagwasser, bergbaugeschichtlich und ortsgeschichtlich von besonderer Bedeutung. | 09207089 |
|                                         | Sachgesamtheitsbestandteil der Sachgesamtheit Revierwasserlaufanstalt (ID-Nr. 08991218) im Ortsteil Dörnthal mit Einzeldenkmalen                                                       | Dörnthal, OT von Olbernhau (Karte)                             | 16.–18. Jh.                                                                                               | Sachgesamtheitsbestandteil der Sachgesamtheit Revierwasserlaufanstalt im Ortsteil Dörnthal mit den Einzeldenkmalen: Friedrich Benno Stolln I mit Mundloch und Abzugsgraben sowie Umgehungsgraben mit Schütz und Abschlag (Einzeldenkmale ID-Nr. 09207089), Dörnthaler Teich einschließlich Teichdamm, drei Striegelhäuser, Überlauf mit Flutergraben, Brücke und Grenzstein sowie Vorsperre (Einzeldenkmale ID-Nr. 09205472), Gedenkstein (Einzeldenkmale ID-Nr. 09207101), Grenzstein (Einzeldenkmale ID-Nr. 09207084), Oberer Dörnthaler Kunstgraben einschließlich Abschlag, aller Schütze, Röschen und Gewölbebrücken (Einzeldenkmale ID-Nr. 09207100) – landschaftsbildprägende Bestandteile eines umfangreichen Systems der bergmännischen Wasserwirtschaft zur Versorgung des Freiberger Bergbaus mit Aufschlagwasser, bergbaugeschichtlich und ortsgeschichtlich von besonderer Bedeutung. | 09306332 |
|                                         | Einzeldenkmal der Sachgesamtheit Revierwasserlaufanstalt: Gedenkstein (Sachgesamtheit ID-Nr. 09306332)                                                                                 | Dörnthal, OT von Olbernhau (Karte)                             | bez. 1842–1844                                                                                            | Gedenkstein für die Errichtung des Dörnthaler Teiches, Bestandteil eines umfangreichen Systems der bergmännischen Wasserwirtschaft zur Versorgung des Freiberger Bergbaus mit Aufschlagwasser, bergbaugeschichtlich und ortsgeschichtlich von besonderer Bedeutung. Mächtiger Natursteinkubus auf Natursteinsockel, nach oben abgerundet, Inschrift: Erbaut unter besonderer Obhut des königlichen Oberbergamtes in den Jahren 1842–1844 durch Oberstollenfactor von Warnsdorff, Kunstmeister Zeller und Obersteiger Schmieder. | 09207101 |
| Weitere Bilder                          | Dörnthaler Teich einschl. Teichdamm, drei Striegelhäuser, Überlauf mit Flutergraben, Brücke und Grenzstein sowie Vorsperre (Einzeldenkmale zu ID-Nr. 09306332)                         | Dörnthal, OT von Olbernhau (Karte)                             | 1842–1844                                                                                                 | Einzeldenkmale der Sachgesamtheit Revierwasserlaufanstalt: Kunstteich einschließlich Teichdamm, drei Striegelhäuser, Überlauf mit Flutergraben, Brücke und Grenzstein sowie Vorsperre – landschaftsbildprägende Bestandteile eines umfangreichen Systems der bergmännischen Wasserwirtschaft zur Versorgung des Freiberger Bergbaus mit Aufschlagwasser, bergbaugeschichtlich und ortsgeschichtlich von besonderer Bedeutung. | 09205472 |
| Weitere Bilder                          | Oberer Dörnthaler Kunstgraben einschl. Abschlag, aller Schütze, Röschen und Gewölbebrücken (Einzeldenkmale zu ID-Nr. 09306332)                                                         | Dörnthal, OT von Olbernhau (Karte)                             | 1787–1790                                                                                                 | Einzeldenkmale der Sachgesamtheit Revierwasserlaufanstalt: Oberer Dörnthaler Kunstgraben einschließlich Abschlag, aller Schütze, Röschen und Gewölbebrücken – landschaftsbildprägende Bestandteile eines umfangreichen Systems der bergmännischen Wasserwirtschaft zur Versorgung des Freiberger Bergbaus mit Aufschlagwasser, bergbaugeschichtlich und ortsgeschichtlich von besonderer Bedeutung. | 09207100 |
|                                         | Einzeldenkmal der Sachgesamtheit Revierwasserlaufanstalt: Grenzstein (Sachgesamtheit ID-Nr. 09306332)                                                                                  | Dörnthal, OT von Olbernhau, Hauptstraße 18 (bei) (Karte)       | 19. Jh.                                                                                                   | Grenzstein der Revierwasserlaufanstalt, Bestandteil eines umfangreichen Systems der bergmännischen Wasserwirtschaft zur Versorgung des Freiberger Bergbaus mit Aufschlagwasser, bergbaugeschichtlich und ortsgeschichtlich von besonderer Bedeutung. Granitplatte oben abgerundet, Inschrift: R.W.A.F. | 09207084 |
| Direkt Bild zu diesem Denkmal hochladen | Sachgesamtheitsbestandteil der Sachgesamtheit Revierwasserlaufanstalt (ID-Nr. 08991218) im Ortsteil Haselbach mit Einzeldenkmalen                                                      | Haselbach, OT von Olbernhau (Karte)                            | 16.–18. Jh.                                                                                               | Sachgesamtheitsbestandteil der Sachgesamtheit Revierwasserlaufanstalt im Ortsteil Haselbach mit den Einzeldenkmalen: Oberer Dörnthaler Kunstgraben mit Schütz sowie Haselbacher Rösche einschließlich Mundloch (Einzeldenkmal ID-Nr. 09205474) – landschaftsbildprägende Bestandteile eines umfangreichen Systems der bergmännischen Wasserwirtschaft zur Versorgung des Freiberger Bergbaus mit Aufschlagwasser, bergbaugeschichtlich und ortsgeschichtlich von besonderer Bedeutung. | 09306331 |
| Weitere Bilder                          | Oberer Dörnthaler Kunstgraben mit Schütz sowie Haselbacher Rösche einschl. Mundloch (Einzeldenkmale zu ID-Nr. 09306331)                                                                | Haselbach, OT von Olbernhau (Karte)                            | 1606–1790                                                                                                 | Einzeldenkmale der Sachgesamtheit Revierwasserlaufanstalt: Oberer Dörnthaler Kunstgraben mit Schütz sowie Haselbacher Rösche einschließlich Mundloch – landschaftsbildprägende Bestandteile eines umfangreichen Systems der bergmännischen Wasserwirtschaft zur Versorgung des Freiberger Bergbaus mit Aufschlagwasser, bergbaugeschichtlich und ortsgeschichtlich von besonderer Bedeutung. | 09205474 |
| Weitere Bilder                          | Haselbacher Rösche; Unterer Dörnthaler Kunstgraben; Obersaidaer Kunstgraben; Obersaidaer Rösche; (Einzeldenkmale zu ID-Nr. 09305286)                                                   | Mittelsaida, OT von Großhartmannsdorf (Karte)                  | 1606–1607                                                                                                 | Einzeldenkmale der Sachgesamtheit Revierwasserlaufanstalt: Haselbacher Rösche mit Mundloch, Teilstück des Unteren Dörnthaler Kunstgrabens einschließlich aller Gewölbebrücken, Teilstück des Obersaidaer Kunstgrabens mit Schütz, Abschlag und allen Gewölbebrücken, Teilstück der Obersaidaer Rösche – landschaftsbildprägende Bestandteile eines umfangreichen Systems der bergmännischen Wasserwirtschaft zur Versorgung des Freiberger Bergbaus mit Aufschlagwasser, bergbaugeschichtlich und ortsgeschichtlich von besonderer Bedeutung. | 08991216 |
|                                         | Sachgesamtheitsbestandteil der Sachgesamtheit Revierwasserlaufanstalt (ID-Nr. 08991218) im Ortsteil Obersaida mit Einzeldenkmalen                                                      | Obersaida, OT von Großhartmannsdorf (Karte)                    | 16.–18. Jh.                                                                                               | Sachgesamtheitsbestandteil der Sachgesamtheit Revierwasserlaufanstalt im Ortsteil Obersaida mit den Einzeldenkmalen: Obersaidaer Teich einschließlich Teichdamm, Überlauf mit Fluterhaus und Flutrinne, Striegelhaus mit Grundablass und zugehörigem Mundloch, Teilstück des Unteren Dörnthaler Kunstgrabens mit Rösche und allen Gewölbebrücken, Teilstück des Obersaidaer Kunstgrabens mit Schütz, Abschlag und allen Gewölbebrücken sowie Teilstück der Obersaidaer Rösche (Einzeldenkmal ID-Nr. 08991217) sowie Markierungsstein (Einzeldenkmal ID-Nr. 08991139) – landschaftsbildprägende Bestandteile eines umfangreichen Systems der bergmännischen Wasserwirtschaft zur Versorgung des Freiberger Bergbaus mit Aufschlagwasser, bergbaugeschichtlich und ortsgeschichtlich von besonderer Bedeutung (Sachgesamtheit – ID-Nr. 08991218, Großhartmannsdorf, Zehntel). | 09305289 |
| Weitere Bilder                          | Obersaidaer Teich; Unterer Dörnthaler Kunstgraben; Obersaidaer Kunstgraben; Obersaidaer Rösche; Kunstteich einschl. Teichdamm (Einzeldenkmale zu ID-Nr. 09305289)                      | Obersaida, OT von Großhartmannsdorf (Karte)                    | 1727–1728                                                                                                 | Einzeldenkmale der Sachgesamtheit Revierwasserlaufanstalt: Kunstteich einschließlich Teichdamm, Überlauf mit Fluterhaus und Flutrinne, Striegelhaus mit Grundablass und zugehörigem Mundloch, Teilstück des Unteren Dörnthaler Kunstgrabens mit Rösche und allen Gewölbebrücken, Teilstück des Obersaidaer Kunstgrabens mit Schütz, Abschlag und allen Gewölbebrücken sowie Teilstück der Obersaidaer Rösche – landschaftsbildprägende Bestandteile eines umfangreichen Systems der bergmännischen Wasserwirtschaft zur Versorgung des Freiberger Bergbaus mit Aufschlagwasser, bergbaugeschichtlich und ortsgeschichtlich von besonderer Bedeutung. | 08991217 |
| Direkt Bild zu diesem Denkmal hochladen | Sachgesamtheitsbestandteil der Sachgesamtheit Revierwasserlaufanstalt (ID-Nr. 08991218) im Ortsteil Mittelsaida mit Einzeldenkmalen                                                    | Mittelsaida, OT von Großhartmannsdorf (Karte)                  | 16.–18. Jh.                                                                                               | Sachgesamtheitsbestandteil der Sachgesamtheit Revierwasserlaufanstalt im Ortsteil Mittelsaida mit den Einzeldenkmalen: Haselbacher Rösche mit Mundloch, Teilstück des Unteren Dörnthaler Kunstgrabens einschl. aller Gewölbebrücken, Teilstück des Obersaidaer Kunstgrabens mit Schütz, Abschlag und allen Gewölbebrücken, Teilstück der Obersaidaer Rösche (Einzeldenkmal ID-Nr. 08991216), Untere Lichtlochhalde (Einzeldenkmal ID-Nr. 08991214) sowie Obere Lichtlochhalde (Einzeldenkmal ID-Nr. 08991215) – landschaftsbildprägende Bestandteile eines umfangreichen Systems der bergmännischen Wasserwirtschaft zur Versorgung des Freiberger Bergbaus mit Aufschlagwasser, bergbaugeschichtlich und ortsgeschichtlich von besonderer Bedeutung. (Sachgesamtheitsliste – ID-Nr. 08991218, Großhartmannsdorf, Zehntel). | 09305286 |
| Direkt Bild zu diesem Denkmal hochladen | Untere Lichtlochhalde (Einzeldenkmal zu ID-Nr. 09305286) | Mittelsaida, OT von Großhartmannsdorf (Karte)                  | 1603–1607                                                                                                 | Einzeldenkmal der Sachgesamtheit Revierwasserlaufanstalt: Halde – Zeugnis der Auffahrung der Obersaidaer Rösche, markiert obertägig sichtbar den Verlauf dieser Rösche, landschaftsbildprägendes Bestandteil eines umfangreichen Systems der bergmännischen Wasserwirtschaft zur Versorgung des Freiberger Bergbaus mit Aufschlagwasser, bergbaugeschichtlich und ortsgeschichtlich von besonderer Bedeutung. | 08991214 |
| Direkt Bild zu diesem Denkmal hochladen | Obere Lichtlochhalde (Einzeldenkmale zu ID-Nr. 09305286) | Mittelsaida, OT von Großhartmannsdorf (Karte)                  | 1603–1607                                                                                                 | Einzeldenkmal der Sachgesamtheit Revierwasserlaufanstalt: Halde – Zeugnis der Auffahrung der Obersaidaer Rösche, markiert obertägig sichtbar den Verlauf dieser Rösche, landschaftsbildprägendes Bestandteil eines umfangreichen Systems der bergmännischen Wasserwirtschaft zur Versorgung des Freiberger Bergbaus mit Aufschlagwasser, bergbaugeschichtlich und ortsgeschichtlich von besonderer Bedeutung. | 08991215 |
|                                         | Grenzstein; Markierungsstein (Einzeldenkmal zu ID-Nr. 09305289) | Obersaida, OT von Großhartmannsdorf, Annaberger Straße (Karte) | 17. Jh.                                                                                                   | Einzeldenkmal der Sachgesamtheit Revierwasserlaufanstalt: Grenzstein; Markierungsstein, Zeugnis der Auffahrung der Obersaidaer Rösche, markierte den Verlauf dieser Rösche über Tage, Bestandteil eines umfangreichen Systems der bergmännischen Wasserwirtschaft zur Versorgung des Freiberger Bergbaus mit Aufschlagwasser, bergbaugeschichtlich und vermessungsgeschichtlich von besonderer Bedeutung. Etwa 50 cm hoher Gneis, abgerundet, breiterer Sockel, Inschrift „R“, versetzt vom Originalstandort. | 08991139 |
| Weitere Bilder                          | Oberer Großhartmannsdorfer Teich; Obersaidaer Rösche; Kohlbach Kunstgraben; Abzugsgraben der Obermühle (Einzeldenkmale zu ID-Nr. 08991218)                                             | Großhartmannsdorf, Hauptstraße (Karte)                         | 1591–1593                                                                                                 | Einzeldenkmale der Sachgesamtheit Revierwasserlaufanstalt: Teilstück der Obersaidaer Rösche einschließlich Mundloch, Kunstteich einschließlich Einlaufkanal, Teichdamm, zweier Striegelhäuser und Überlauf mit Abzugsgraben der Obermühle sowie Teilstück des Kohlbach Kunstgrabens mit Dorfbachschütz und Grenzstein – landschaftsbildprägende Bestandteile eines umfangreichen Systems der bergmännischen Wasserwirtschaft zur Versorgung des Freiberger Bergbaus mit Aufschlagwasser, bergbaugeschichtlich und ortsgeschichtlich von besonderer Bedeutung. | 09306321 |
| Weitere Bilder                          | Kohlbach Kunstgraben mit allen zugehörigen Gewölbebrücken und Röschen (Einzeldenkmale zu ID-Nr. 08991218)                                                                              | Großhartmannsdorf (Karte)                                      | 1556 | Einzeldenkmale der Sachgesamtheit Revierwasserlaufanstalt: Kohlbach Kunstgraben mit einem Schütz, mit allen zugehörigen Gewölbebrücken und Röschen sowie zwei Röschenmundlöcher – künstlich und überwiegend obertägig angelegter Kunstgraben zwischen dem Oberen Großhartmannsdorfer Teich und dem Gelobt Lander Teich, landschaftsbildprägende Bestandteile eines umfangreichen Systems der bergmännischen Wasserwirtschaft zur Versorgung des Freiberger Bergbaus mit Aufschlagwasser, bergbaugeschichtlich und ortsgeschichtlich von besonderer Bedeutung. Der Kunstgraben beginnt am Oberen Großhartmannsdorfer Teich (vgl. ID-Nr. 09306321), mit mehreren Röschen, darunter die Kirchenrösche mit zwei Mundlöchern, Landhainschütz am Verbindungsgraben zum Mittleren Großhartmannsdorfer Teich (vgl. ID-Nr. 09306320). | 09304684 |
| Weitere Bilder                          | Mittlerer Großhartmannsdorfer Teich; Verbindungsgraben, Kunstteich einschl. Teichdamm (Einzeldenkmale zu ID-Nr. 08991218)                                                              | Großhartmannsdorf, Hauptstraße (Karte)                         | 1726–1732                                                                                                 | Einzeldenkmale der Sachgesamtheit Revierwasserlaufanstalt: Verbindungsgraben, Kunstteich einschl. Teichdamm, Überlauf, zugehöriger Fußgängerbrücke, Flutentlastungsrösche, Striegelhaus mit Grundablass, zugehörigem Mundloch und anschließendem Abzugsgraben sowie vier Grenzsteine – landschaftsbildprägende Bestandteile eines umfangreichen Systems der bergmännischen Wasserwirtschaft zur Versorgung des Freiberger Bergbaus mit Aufschlagwasser, bergbaugeschichtlich und ortsgeschichtlich von besonderer Bedeutung. | 09306320 |
| Weitere Bilder                          | Kohlbach Kunstgraben mit allen Gewölbebrücken (Einzeldenkmale zu ID-Nr. 09305224) | Müdisdorf, OT von Lichtenberg/Erzgeb. (Karte)                  | 1556 | Einzeldenkmale der Sachgesamtheit Revierwasserlaufanstalt: Kohlbach Kunstgraben mit allen zugehörigen Gewölbebrücken, zwei Schützen und einem Flutgraben – landschaftsbildprägende Bestandteile eines umfangreichen Systems der bergmännischen Wasserwirtschaft zur Versorgung des Freiberger Bergbaus mit Aufschlagwasser, bergbaugeschichtlich und ortsgeschichtlich von besonderer Bedeutung. Teilstück des Kohlbach Kunstgrabens, mit Betonplatten abgedeckter Kunstgraben einschl. Butzschütz mit Abschlag vermutlich in den Kohlbach, Wolfsschütz mit zugehörigem Flutgraben zum unterhalb parallel am Hang geführten Müdisdorfer Kunstgraben, endet am Gelobt Lander Teich auf dem Gemeindegebiet Brand-Erbisdorfs (vgl. ID-Nr. 09208676). | 08980407 |
| Weitere Bilder                          | Erzengler Teich; Kunstteich mit Absperrbauwerk (Einzeldenkmal zu ID-Nr. 09208604 und ID-Nr. 09306334)                                                                                  | Brand-Erbisdorf, Brandsteig (Karte)                            | 1569-1570                                                                                                 | Einzeldenkmale der Sachgesamtheiten Brander Revier und Revierwasserlaufanstalt: Kunstteich mit Absperrbauwerk, Striegelhaus und Flutrinne mit anschließendem Abzugsgraben, wasserzuführendem Kunstgraben sowie mehreren Forstgrenzsteinen – künstlich angelegter Stauteich der Revierwasserlaufanstalt, landschaftsbildprägende Bestandteile eines umfangreichen Systems der bergmännischen Wasserwirtschaft zur Versorgung des Freiberger Bergbaus mit Aufschlagwasser, bergbaugeschichtlich und ortsgeschichtlich von besonderer Bedeutung. | 09208677 |
| Weitere Bilder                          | Kohlbach Kunstgraben mit allen zugehörigen Gewölbebrücken und Röschen (Einzeldenkmal zu ID-Nr. 09208604 und ID-Nr. 09306334)                                                           | Brand-Erbisdorf, Kohlenstraße (Karte)                          | 1556 | Einzeldenkmale der Sachgesamtheiten Brander Revier und Revierwasserlaufanstalt: Kohlbach Kunstgraben mit allen zugehörigen Gewölbebrücken und Röschen – künstlich und überwiegend obertägig angelegte Wasserleitung zwischen dem Oberen Großhartmannsdorfer Teich und dem Gelobt Lander Teich, landschaftsbildprägende Bestandteile eines umfangreichen Systems der bergmännischen Wasserwirtschaft zur Versorgung des Freiberger Bergbaus mit Aufschlagwasser, bergbaugeschichtlich und ortsgeschichtlich von besonderer Bedeutung. | 09208685 |
| Weitere Bilder                          | Gelobt Lander Teich; Kunstteich (Einzeldenkmal zu ID-Nr. 09208604 und ID-Nr. 09306334)                                                                                                 | Brand-Erbisdorf, Großhartmannsdorfer Straße (Karte)            | 2. Hälfte 16. Jh                                                                                          | Einzeldenkmale der Sachgesamtheiten Brander Revier und Revierwasserlaufanstalt: Kunstteich – künstlich angelegter Stauteich der Revierwasserlaufanstalt, landschaftsbildprägende Bestandteile eines umfangreichen Systems der bergmännischen Wasserwirtschaft zur Versorgung des Freiberger Bergbaus mit Aufschlagwasser, bergbaugeschichtlich und ortsgeschichtlich von besonderer Bedeutung. Wasserspeicher für Kunsträder, benötigtes Wasser wurde vom 1550–1570 angelegten, 13,2 km langen Kunstgraben zugeführt. | 09208676 |
| Direkt Bild zu diesem Denkmal hochladen | Kunstgraben mit Kunstgrabendamm sowie Herdflutgraben (Einzeldenkmal zu ID-Nr. 09208604 und ID-Nr. 09208116)                                                                            | Brand-Erbisdorf, Landner Wäsche (Karte)                        | 2. Hälfte 16. Jh. (Kunstgraben)                                                                           | Einzeldenkmale der Sachgesamtheit Brander Revier und Revierwasserlaufanstalt: Kunstgraben mit Kunstgrabendamm sowie Herdflutgraben – Teil des Aufschlag- und Wäschwasserversorgungssystems der Himmelsfürst Fundgrube zwischen dem Gelobt Lander Teich und dem Reichelt Schacht, noch gut im Landschaftsbild erkennbare und bergbaugeschichtlich bedeutende Anlage. | 09208593 |
| Direkt Bild zu diesem Denkmal hochladen | Sachgesamtheitsbestandteil der Sachgesamtheit Revierwasserlaufanstalt im Ortsteil Brand-Erbisdorf                                                                                      | Brand-Erbisdorf (Karte)                                        | 16.–18. Jh. (Bergbauanlage)                                                                               | Sachgesamtheitsbestandteil der Revierwasserlaufanstalt im Ortsteil Brand-Erbisdorf mit mehreren Einzeldenkmalen. | 09306334 |
| Weitere Bilder                          | Sachgesamtheitsbestandteil der Sachgesamtheit Revierwasserlaufanstalt (ID-Nr. 08991218) im Ortsteil Zethau mit Einzeldenkmalen                                                         | Zethau, OT von Mulda/Sa. (Karte)                               | 16.–18. Jh.                                                                                               | Sachgesamtheitsbestandteil der Sachgesamtheit Revierwasserlaufanstalt im Ortsteil Zethau mit den Einzeldenkmalen: Zethauer Kunstgraben einschließlich aller Abschläge bzw. Schütze, Gewölbebrücken und Grenzsteine sowie zwei Röschen einschließlich der vier zugehörigen Röschenmundlöcher (siehe Einzeldenkmale ID-Nr. 09209273) – landschaftsbildprägende Bestandteile eines umfangreichen Systems der bergmännischen Wasserwirtschaft zur Versorgung des Freiberger Bergbaus mit Aufschlagwasser, bergbaugeschichtlich und ortsgeschichtlich von besonderer Bedeutung. Beginn der Unteren Wasserversorgung. | 09305335 |
| Weitere Bilder                          | Zethauer Kunstgraben einschl. aller Abschläge bzw. Schütze, Gewölbebrücken und Grenzsteine (Einzeldenkmale zu ID-Nr. 09305335)                                                         | Zethau, OT von Mulda/Sa. (Karte)                               | 1570–1572                                                                                                 | Einzeldenkmale der Sachgesamtheit Revierwasserlaufanstalt: Zethauer Kunstgraben einschließlich aller Abschläge bzw. Schütze, Gewölbebrücken und Grenzsteine sowie zwei Röschen einschließlich der vier zugehörigen Röschenmundlöcher – orts- und landschaftsbildprägende Bestandteile eines umfangreichen Systems der bergmännischen Wasserwirtschaft zur Versorgung des Freiberger Bergbaus mit Aufschlagwasser, bergbaugeschichtlich und ortsgeschichtlich von besonderer Bedeutung. | 09209273 |
| Direkt Bild zu diesem Denkmal hochladen | Zethauer Kunstgraben und Helbigsdorfer Rösche mitsamt Röschenmundloch (Einzeldenkmale zu ID-Nr. 08991218)                                                                              | Großhartmannsdorf (Karte)                                      | ab 1564                                                                                                   | Einzeldenkmale der Sachgesamtheit Revierwasserlaufanstalt: Zethauer Kunstgraben einschließlich aller Abschläge bzw. Schütze, Gewölbebrücken und Helbigsdorfer Rösche mitsamt Röschenmundloch – landschaftsbildprägende Bestandteile eines umfangreichen Systems der bergmännischen Wasserwirtschaft zur Versorgung des Freiberger Bergbaus mit Aufschlagwasser, bergbaugeschichtlich und ortsgeschichtlich von besonderer Bedeutung. | 09306186 |
| Direkt Bild zu diesem Denkmal hochladen | Sachgesamtheitsbestandteil der Sachgesamtheit Revierwasserlaufanstalt (ID-Nr. 08991218) im Ortsteil Helbigsdorf mit Einzeldenkmalen                                                    | Helbigsdorf, OT von Mulda/Sa. (Karte)                          | 16.–18. Jh.                                                                                               | Sachgesamtheitsbestandteil der Sachgesamtheit Revierwasserlaufanstalt im Ortsteil Helbigsdorf mit den Einzeldenkmalen: Helbigsdorfer Rösche mitsamt Röschenmundloch, Zethauer Kunstgraben einschließlich Steindecker-Brücke, Grenzstein und Heidemühlenrösche mitsamt südöstlichem Röschenmundloch, Mühlteich einschließlich Teichdamm mit Allee (Gartendenkmal) sowie Unterer Großhartmannsdorfer Teich und Turbinenrösche mit Röschenmundloch (Einzeldenkmale ID-Nr. 09209268) – landschaftsbildprägende Bestandteile eines umfangreichen Systems der bergmännischen Wasserwirtschaft zur Versorgung des Freiberger Bergbaus mit Aufschlagwasser, bergbaugeschichtlich und ortsgeschichtlich von besonderer Bedeutung. | 09306187 |
| Direkt Bild zu diesem Denkmal hochladen | Helbigsdorfer Rösche mitsamt Röschenmundloch, Zethauer Kunstgraben einschl. Steindecker-Brücke und Heidemühlenrösche (Einzeldenkmale zu ID-Nr. 09306187)                               | Helbigsdorf, OT von Mulda/Sa. (Karte)                          | 1570–1572                                                                                                 | Einzeldenkmale der Sachgesamtheit Revierwasserlaufanstalt: Helbigsdorfer Rösche mitsamt Röschenmundloch, Zethauer Kunstgraben einschließlich Steindecker-Brücke, Grenzstein und Heidemühlenrösche mitsamt südöstlichem Röschenmundloch, Mühlteich einschließlich Teichdamm mit Allee (Gartendenkmal) sowie Kunstteich und Turbinenrösche mit Röschenmundloch – landschaftsbildprägende Bestandteile eines umfangreichen Systems der bergmännischen Wasserwirtschaft zur Versorgung des Freiberger Bergbaus mit Aufschlagwasser, Mühlteich Zeugnis der zum Teil in das System der Revierwasserlaufanstalt integrierten Wasserkraftnutzung durch andere Produktionszweige, bergbaugeschichtlich und ortsgeschichtlich von besonderer Bedeutung. | 09209268 |
| Weitere Bilder                          | Unterer Großhartmannsdorfer Teich; Laichteich; Müdisdorfer Kunstgraben; Teichhaus (Einzeldenkmale zu ID-Nr. 08991218)                                                                  | Großhartmannsdorf, Zehntel (Karte)                             | 1524 Ersterwähnung                                                                                        | Einzeldenkmale der Sachgesamtheit Revierwasserlaufanstalt: Teichhaus, Kunstteich einschließlich Teichdamm, Mühlenstriegel mit Mühlenrösche, Grundablassstriegel mit Abzugsrösche, Überlauf mit Schützanlage und Fußgängerbrücke, Turbinenstriegel mit Turbinenrösche, Altem Rundstriegel und Fischhälter sowie Teilstück des Müdisdorfer Kunstgrabens und Fischteich – landschaftsbildprägende Bestandteile eines umfangreichen Systems der bergmännischen Wasserwirtschaft zur Versorgung des Freiberger Bergbaus mit Aufschlagwasser, bergbaugeschichtlich und ortsgeschichtlich von besonderer Bedeutung, zudem Zeugnisse der lokalen Fischwirtschaft. | 09306198 |
| Weitere Bilder                          | Niedere Teichmühle; Mühlenwohnhaus, Seitengebäude und Mühlgraben (Kunstgraben) (Einzeldenkmale zu ID-Nr. 08991218)                                                                     | Großhartmannsdorf, Zehntel 56 (Karte)                          | 2. Hälfte 19. Jh., Kern älter                                                                             | Einzeldenkmale der Sachgesamtheit Revierwasserlaufanstalt: Mühlenwohnhaus, Seitengebäude (Mühlengebäude) und Mühlgraben (Kunstgraben) einschließlich Uferstützmauern und Gewölbebrücken – bildprägendes Ensemble am Unteren Großhartmannsdorfer Teich, im Kontext der Revierwasserlaufanstalt stehend, von technikgeschichtlicher, bergbaugeschichtlicher und ortshistorischer Bedeutung. | 08991180 |
| Weitere Bilder                          | Sachgesamtheitsbestandteil der Sachgesamtheit Revierwasserlaufanstalt (ID-Nr. 08991218) im Ortsteil Müdisdorf mit Einzeldenkmalen                                                      | Müdisdorf, OT von Lichtenberg/Erzgeb. (Karte)                  | 16.–18. Jh.                                                                                               | Sachgesamtheitsbestandteil der Sachgesamtheit Revierwasserlaufanstalt im Ortsteil Müdisdorf mit den Einzeldenkmalen: Kohlbach Kunstgraben mit allen zugehörigen Gewölbebrücken, zwei Schützen und einem Flutgraben (Einzeldenkmale ID-Nr. 08980407) sowie Müdisdorfer Kunstgraben mit allen zugehörigen Gewölbebrücken und Röschen, einem Schütz mitsamt Abschlag sowie zwei Grenzsteine (Einzeldenkmale ID-Nr. 08980396) – landschaftsbildprägende Bestandteile eines umfangreichen Systems der bergmännischen Wasserwirtschaft zur Versorgung des Freiberger Bergbaus mit Aufschlagwasser, bergbaugeschichtlich und ortsgeschichtlich von besonderer Bedeutung. | 09305224 |
| Weitere Bilder                          | Müdisdorfer Kunstgraben mit Gewölbebrücken und Röschen (Einzeldenkmale zu ID-Nr. 09305224)                                                                                             | Müdisdorf, OT von Lichtenberg/Erzgeb. (Karte)                  | 1558 | Einzeldenkmale der Sachgesamtheit Revierwasserlaufanstalt: Müdisdorfer Kunstgraben mit allen zugehörigen Gewölbebrücken und Röschen, einem Schütz mitsamt Abschlag sowie zwei Grenzsteine – landschaftsbildprägende Bestandteile eines umfangreichen Systems der bergmännischen Wasserwirtschaft zur Versorgung des Freiberger Bergbaus mit Aufschlagwasser, bergbaugeschichtlich und ortsgeschichtlich von besonderer Bedeutung. | 08980396 |
| Weitere Bilder                          | Müdisdorfer Kunstgraben; Menden Rösche; Müdisdorfer Rösche (Einzeldenkmale zu ID-Nr. 09305223)                                                                                         | Weigmannsdorf, OT von Lichtenberg/Erzgeb. (Karte)              | 1558 | Einzeldenkmale der Sachgesamtheit Revierwasserlaufanstalt: Müdisdorfer Kunstgraben einschließlich aller Gewölbebrücken, der Menden Rösche mitsamt zweier Mundlöcher, einem Schütz sowie Müdisdorfer Rösche mitsamt Mundloch, Grenzstein und Halde – landschaftsbildprägende Bestandteile eines umfangreichen Systems der bergmännischen Wasserwirtschaft zur Versorgung des Freiberger Bergbaus mit Aufschlagwasser, bergbaugeschichtlich und ortsgeschichtlich von besonderer Bedeutung. | 08980390 |
| Direkt Bild zu diesem Denkmal hochladen | Sachgesamtheitsbestandteil der Sachgesamtheit Revierwasserlaufanstalt (ID-Nr. 08991218) im Ortsteil Weigmannsdorf mit Einzeldenkmalen                                                  | Weigmannsdorf, OT von Lichtenberg/Erzgeb. (Karte)              | 16.–19. Jh.                                                                                               | Sachgesamtheitsbestandteil der Sachgesamtheit Revierwasserlaufanstalt im Ortsteil Weigmannsdorf mit den Einzeldenkmalen: Müdisdorfer Kunstgraben einschließlich aller Gewölbebrücken, der Menden Rösche mitsamt zweier Mundlöcher, einem Schütz sowie Müdisdorfer Rösche mitsamt Mundloch, Grenzstein und Halde (Einzeldenkmale ID-Nr. 08980390) – landschaftsbildprägende Bestandteile eines umfangreichen Systems der bergmännischen Wasserwirtschaft zur Versorgung des Freiberger Bergbaus mit Aufschlagwasser, bergbaugeschichtlich und ortsgeschichtlich von besonderer Bedeutung. | 09305223 |
| Direkt Bild zu diesem Denkmal hochladen | Müdisdorfer Rösche mit Mundloch (Einzeldenkmal zu ID-Nr. 09208604 und zu ID-Nr. 09306334)                                                                                              | Brand-Erbisdorf (Karte)                                        | 1589-1590                                                                                                 | Einzeldenkmale der Sachgesamtheiten Brander Revier und Revierwasserlaufanstalt: Müdisdorfer Rösche mit Mundloch – künstlich angelegte untertägige Wasserleitung zwischen dem Müdisdorfer Kunstgraben und dem Verbindungsgraben zwischen Erzengler und Rothbächer Teich, landschaftsbildprägende Bestandteile eines umfangreichen Systems der bergmännischen Wasserwirtschaft zur Versorgung des Freiberger Bergbaus mit Aufschlagwasser, bergbaugeschichtlich und ortsgeschichtlich von besonderer Bedeutung. | 09208687 |
| Direkt Bild zu diesem Denkmal hochladen | Müdisdorfer Rösche; Alte Müdisdorfer Rösche (Nebenzweig) (Einzeldenkmale zu ID-Nr. 09306329)                                                                                           | Berthelsdorf, OT von Weißenborn/Erzgeb. (Karte)                | 1589–1590                                                                                                 | Einzeldenkmale der Sachgesamtheit Revierwasserlaufanstalt: Müdisdorfer Rösche mitsamt Nebenzweig, Mundloch und Grenzstein – landschaftsbildprägende Bestandteile eines umfangreichen Systems der bergmännischen Wasserwirtschaft zur Versorgung des Freiberger Bergbaus mit Aufschlagwasser, bergbaugeschichtlich und ortsgeschichtlich von besonderer Bedeutung. | 09304681 |
|                                         | Röschenhaus, zwei Nebengebäude und Brunnenhaus (Einzeldenkmale zu ID-Nr. 09306329) | Berthelsdorf, OT von Weißenborn/Erzgeb., Röschenhaus 1 (Karte) | 1812 | Einzeldenkmale der Sachgesamtheit Revierwasserlaufanstalt: Wohnhaus (sog. Röschenhaus), zwei Nebengebäude und Brunnenhaus; als Sitz des ehemaligen Röschensteigers der Müdisdorfer Rösche Bestandteil eines umfangreichen Systems der bergmännischen Wasserwirtschaft zur Versorgung des Freiberger Bergbaus mit Aufschlagwasser, bergbaugeschichtlich, ortsgeschichtlich und technikgeschichtlich von Bedeutung. Röschenhaus –ehemaliger Sitz des Röschensteigers, regelte die Wasserverteilung der Müdisdorfer Rösche, eingeschossiger Massivbau mit ausgebautem Mansarddach und Fledermausgauben, Giebel verbrettert. | 09208697 |
| Weitere Bilder                          | Rothbächer Teich; Kunstteich mit Absperrbauwerk (Einzeldenkmal zu ID-Nr. 09208604 und ID-Nr. 09306334)                                                                                 | Brand-Erbisdorf, Freiwald (Karte)                              | 1564-1569                                                                                                 | Einzeldenkmale der Sachgesamtheiten Brander Revier und Revierwasserlaufanstalt: Kunstteich mit Absperrbauwerk, Striegelhaus einschließlich Striegel und Abzugsgraben sowie Fluterhaus – künstlich angelegter Stauteich der Revierwasserlaufanstalt, landschaftsbildprägende Bestandteile eines umfangreichen Systems der bergmännischen Wasserwirtschaft zur Versorgung des Freiberger Bergbaus mit Aufschlagwasser, bergbaugeschichtlich und ortsgeschichtlich von besonderer Bedeutung, originale Striegelanlage mit Seltenheitswert. | 09208678 |
| Weitere Bilder                          | Hohe Birke Kunstgraben, einschl. aller Röschen und Gewölbebrücken (Einzeldenkmal zu ID-Nr. 09208604 und zu ID-Nr. 09306334)                                                            | Brand-Erbisdorf (Karte)                                        | 1589-1590 (Kunstgraben)                                                                                   | Einzeldenkmal der Sachgesamtheiten Brander Revier und Revierwasserlaufanstalt: Hohe Birke Kunstgraben einschließlich aller Röschen und Gewölbebrücken; künstlich angelegte ober- und untertägige Wasserleitung zwischen dem Rothbächer Teich auf Brand-Erbisdorfer Flur und dem Freiberger Ortsteil Zug – landschaftsbildprägende Bestandteile eines umfangreichen Systems der bergmännischen Wasserwirtschaft zur Versorgung des Freiberger Bergbaus mit Aufschlagwasser – bergbaugeschichtlich und ortsgeschichtlich von besonderer Bedeutung. | 09208686 |
| Weitere Bilder                          | Lother Teich (Mühlteich), einschl. Teichdamm und Überlauf (Einzeldenkmal zu ID-Nr. 09306329)                                                                                           | Berthelsdorf, OT von Weißenborn/Erzgeb. (Karte)                | 2. Hälfte 16. Jh.                                                                                         | Einzeldenkmal der Sachgesamtheit Revierwasserlaufanstalt: Kunstteich einschließlich Teichdamm und Überlauf – landschaftsbildprägendes Bestandteil eines umfangreichen Systems der bergmännischen Wasserwirtschaft zur Versorgung des Freiberger Bergbaus mit Aufschlagwasser, bergbaugeschichtlich und ortsgeschichtlich von besonderer Bedeutung. | 09208698 |
|                                         | Sachgesamtheitsbestandteil der Sachgesamtheit Revierwasserlaufanstalt (ID-Nr. 08991218) im Ortsteil Berthelsdorf/Erzgeb. mit Einzeldenkmalen                                           | Berthelsdorf, OT von Weißenborn/Erzgeb. (Karte)                | 16.–18. Jh.                                                                                               | Sachgesamtheitsbestandteil der Sachgesamtheit Revierwasserlaufanstalt im Ortsteil Berthelsdorf/Erzgeb. mit den Einzeldenkmalen: Röschenhaus, zwei Nebengebäude und Brunnenhaus (Einzeldenkmal ID-Nr. 09208697), Müdisdorfer Rösche mitsamt Nebenzweig, Mundloch und Grenzstein (Einzeldenkmal ID-Nr. 09304681), Hohe Birke Kunstgraben einschließlich aller Gewölbebrücken, Röschen und einem Mundloch sowie Mendenschachter Aufschlagrösche (Einzeldenkmal ID-Nr. 09208707), Lother Teich einschließlich Teichdamm und Überlauf (Einzeldenkmal ID-Nr. 09208698), Konstantin Teich einschließlich Teichdamm und Einlaufgebäude (Einzeldenkmal ID-Nr. 09208746), Hüttenteich mit Teichdamm, Wellenschutzmauer, Überlauf und Flutrinne, Fluterhaus, Striegelhaus und Verteilerhaus sowie Bauerzuggraben (Einzeldenkmal ID-Nr. 09208703) – landschaftsbildprägende Bestandteile eines umfangreichen Systems der bergmännischen Wasserwirtschaft zur Versorgung des Freiberger Bergbaus mit Aufschlagwasser, bergbaugeschichtlich und ortsgeschichtlich von besonderer Bedeutung (siehe auch die Sachgesamtheitsliste ID-Nr. 08991218, Großhartmannsdorf). | 09306329 |
| Weitere Bilder                          | Hohe Birke Kunstgraben sowie Mendenschachter Aufschlagrösche (Einzeldenkmale zu ID-Nr. 09306329)                                                                                       | Berthelsdorf, OT von Weißenborn/Erzgeb. (Karte)                | 1589/1590                                                                                                 | Einzeldenkmale der Sachgesamtheit Revierwasserlaufanstalt: Hohe Birke Kunstgraben einschließlich aller Gewölbebrücken, Röschen und einem Mundloch sowie Mendenschachter Aufschlagrösche – künstlich angelegte ober- und untertägige Wasserleitung zwischen dem Rothbächer Teich auf Brand-Erbisdorfer Flur und dem Freiberger Ortsteil Zug, diente als Teil der Revierwasserlaufanstalt, einem umfangreichen System der bergmännischen Wasserwirtschaft, zur Bereitstellung von Aufschlagwasser für nahegelegene Gruben und Wäschen des Brander, Zuger und Freiberger Reviers, landschafts- und ortsbildprägendes Zeugnis der bergmännischen Wasserversorgung von besonderer bergbaugeschichtlicher und ortsgeschichtlicher Bedeutung. | 09208707 |
| Direkt Bild zu diesem Denkmal hochladen | Verbindungsrösche und Mendenschachter Aufschlagrösche (Einzeldenkmal zu ID-Nr. 09208604 und zu ID-Nr. 09306334)                                                                        | Brand-Erbisdorf                                                | 1795-1799 (Mendenschachter Aufschlagrösche); 1862/1863 (Verbindungsrösche)                                | Einzeldenkmale der Sachgesamtheiten Brander Revier und Revierwasserlaufanstalt: Verbindungsrösche und Mendenschachter Aufschlagrösche; Bestandteile eines umfangreichen Systems der bergmännischen Wasserwirtschaft zur Versorgung des Freiberger Bergbaus mit Aufschlagwasser, bergbaugeschichtlich und ortsgeschichtlich von besonderer Bedeutung. | 09304679 |
| Weitere Bilder                          | Hüttenteich mit Teichdamm; Bauerzuggraben (Einzeldenkmale zu ID-Nr. 09306329) | Berthelsdorf, OT von Weißenborn/Erzgeb. (Karte)                | 1558–1560 (Kunstteich)                                                                                    | Einzeldenkmale der Sachgesamtheit Revierwasserlaufanstalt: Kunstteich mit Teichdamm, Wellenschutzmauer, Überlauf und Flutrinne, Fluterhaus, Striegelhaus und Verteilerhaus sowie Bauerzuggraben – landschaftsbildprägende Bestandteile eines umfangreichen Systems der bergmännischen Wasserwirtschaft zur Versorgung des Freiberger Bergbaus mit Aufschlagwasser, bergbaugeschichtlich und ortsgeschichtlich von besonderer Bedeutung. | 09208703 |
| Weitere Bilder                          | Konstantinteich; einschl. Teichdamm und Einlaufgebäude (Einzeldenkmale zu ID-Nr. 09306329)                                                                                             | Berthelsdorf, OT von Weißenborn/Erzgeb., Am Graben (Karte)     | um 1580                                                                                                   | Einzeldenkmale der Sachgesamtheit Revierwasserlaufanstalt: Kunstteich einschließlich Teichdamm und Einlaufgebäude (siehe Sachgesamtheitsliste – ID-Nr. 09306329); landschaftsbildprägende Bestandteile eines umfangreichen Systems der bergmännischen Wasserwirtschaft zur Versorgung des Freiberger Bergbaus mit Aufschlagwasser, bergbaugeschichtlich und ortsgeschichtlich von besonderer Bedeutung – landschaftsbildprägende Bestandteile eines umfangreichen Systems der bergmännischen Wasserwirtschaft zur Versorgung des Freiberger Bergbaus mit Aufschlagwasser, bergbaugeschichtlich und ortsgeschichtlich von besonderer Bedeutung. | 09208746 |
| Direkt Bild zu diesem Denkmal hochladen | Konstantinteich; Hohe Birke Kunstgraben (Einzeldenkmale zu ID-Nr. 09306330) | Zug, OT von Freiberg, Am Graben (Karte)                        | um 1580 (Teich); 1589–1590 (Kunstgraben)                                                                  | Einzeldenkmale der Sachgesamtheit Revierwasserlaufanstalt: Kunstteich einschließlich Teichdamm und Teichschütz mitsamt Schütz sowie Hohe Birke Kunstgraben einschließlich aller Gewölbebrücken und dem Teilstück eines Abzweigs; künstlich angelegte ober- und untertägige Wasserleitung zwischen dem Rothbächer Teich auf Brand-Erbisdorfer Flur und dem Freiberger Ortsteil Zug, diente als Teil der Revierwasserlaufanstalt, einem umfangreichen System der bergmännischen Wasserwirtschaft, zur Bereitstellung von Aufschlagwasser für nahegelegene Gruben und Wäschen des Brander, Zuger und Freiberger Reviers, landschafts- und ortsbildprägendes Zeugnis der bergmännischen Wasserversorgung von besonderer bergbaugeschichtlicher und ortsgeschichtlicher Bedeutung. | 09201107 |
| Weitere Bilder                          | Sachgesamtheitsbestandteil der Sachgesamtheit Revierwasserlaufanstalt (ID-Nr. 08991218) im Ortsteil Zug mit Einzeldenkmalen                                                            | Zug, OT von Freiberg, Am Graben (Karte)                        | 16.–18. Jh.                                                                                               | Sachgesamtheitsbestandteil der Sachgesamtheit Revierwasserlaufanstalt im Ortsteil Zug mit den Einzeldenkmalen: Konstantin Teich einschließlich Teichdamm und Teichschütz mitsamt Schütz sowie Hohe Birke Kunstgraben, einschl. aller Gewölbebrücken und dem Teilstück eines Abzweigs (Einzeldenkmale ID-Nr. 09201107) – landschaftsbildprägende Bestandteile eines umfangreichen Systems der bergmännischen Wasserwirtschaft zur Versorgung des Freiberger Bergbaus mit Aufschlagwasser, bergbaugeschichtlich und ortsgeschichtlich von besonderer Bedeutung. | 09306330 |

## Tabellenlegende
- Bild: Bild des Kulturdenkmals, ggf. zusätzlich mit einem Link zu weiteren Fotos des Kulturdenkmals im Medienarchiv Wikimedia Commons. Wenn man auf das Kamerasymbol klickt, können Fotos zu Kulturdenkmalen aus dieser Liste hochgeladen werden:
- Bezeichnung: Denkmalgeschützte Objekte und ggf. Bauwerksname des Kulturdenkmals
- Lage: Straßenname und Hausnummer oder Flurstücknummer des Kulturdenkmals. Die Grundsortierung der Liste erfolgt nach dieser Adresse. Der Link (Karte) führt zu verschiedenen Kartendiensten mit der Position des Kulturdenkmals. Fehlt dieser Link, wurden die Koordinaten noch nicht eingetragen. Sind diese bekannt, können sie über ein Tool mit einer Kartenansicht einfach nachgetragen werden. In dieser Kartenansicht sind Kulturdenkmale ohne Koordinaten mit einem roten bzw. orangen Marker dargestellt und können durch Verschieben auf die richtige Position in der Karte mit Koordinaten versehen werden. Kulturdenkmale ohne Bild sind an einem blauen bzw. roten Marker erkennbar.
- Datierung: Baubeginn, Fertigstellung, Datum der Erstnennung oder grobe zeitliche Einordnung entsprechend des Eintrags in der sächsischen Denkmaldatenbank
- Beschreibung: Kurzcharakteristik des Kulturdenkmals entsprechend des Eintrags in der sächsischen Denkmaldatenbank, ggf. ergänzt durch die dort nur selten veröffentlichten Erfassungstexte oder zusätzliche Informationen
- ID: Vom Landesamt für Denkmalpflege Sachsen vergebene, das Kulturdenkmal eindeutig identifizierende Objekt-Nummer. Der Link führt zum PDF-Denkmaldokument des Landesamtes für Denkmalpflege Sachsen. Bei ehemaligen Kulturdenkmalen können die Objektnummern unbekannt sein und deshalb fehlen bzw. die Links von aus der Datenbank entfernten Objektnummern ins Leere führen. Ein ggf. vorhandenes Icon  führt zu den Angaben des Kulturdenkmals bei Wikidata.

## Ausführliche Denkmaltexte
1. ↑  
Sachgesamtheit Revierwasserlaufanstalt in den Gemeinden Brand-Erbisdorf, Stadt (OT Brand-Erbisdorf, Sachgesamtheitsbestandteilliste - ID-Nr. 09306334), Freiberg, Stadt (OT Zug, Sachgesamtheitsbestandteilliste - ID-Nr. 09306330), Großhartmannsdorf (OT Großhartmannsdorf, Mittelsaida, Obersaida, Sachgesamtheitsbestandteile - ID-Nr. 08991218, 09305286, 09305289), Lichtenberg/Erzgeb. (OT Müdisdorf, Weigmannsdorf, Sachgesamtheitsbestandteile - ID-Nr. 09305224, 09305223), Mulda/Sa. (OT Helbigsdorf, Zethau, Sachgesamtheitsbestandteile - ID-Nr. 09306187, 09305335), Neuhausen/Erzgeb. (OT Cämmerswalde, Dittersbach, Neuhausen/Erzgeb., Sachgesamtheitsbestandteile - ID-Nr. 09305367, 09305361, 09305356), Pfaffroda (OT Dittmannsdorf, Dörnthal, Haselbach, Pfaffroda, Sachgesamtheitsbestandteile - ID-Nr. 09306333, 09306332, 09306331, 09206739), Sayda, Stadt (OT Sayda, Ullersdorf, Sachgesamtheitsbestandteile - ID-Nr. 09304805, 09304806) und Weißenborn/Erzgeb. (OT Berthelsdorf/Erzgeb., Sachgesamtheitsbestandteile - ID-Nr. 09306329), darunter im OT Großhartmannsdorf die Einzeldenkmale: Teilstück der Obersaidaer Rösche einschließlich Mundloch, Oberer Großhartmannsdorfer Teich einschließlich Einlaufkanal, Teichdamm, zweier Striegelhäuser und Überlauf mit Abzugsgraben der Obermühle sowie Teilstück des Kohlbach Kunstgrabens mit Dorfbachschütz und Grenzstein, Kohlbach Kunstgraben mit einem Schütz, mit allen zugehörigen Gewölbebrücken und Röschen sowie zwei Röschenmundlöcher (Einzeldenkmal) – landschaftsbildprägende Bestandteile eines umfangreichen Systems der bergmännischen Wasserwirtschaft zur Versorgung des Freiberger Bergbaus mit Aufschlagwasser, bergbaugeschichtlich und ortsgeschichtlich von besonderer Bedeutung.
2. 1 2 3 4 5  
Beschreibung einzelner Bestandteile im Verlauf der Revierwasserlaufanstalt: 
  - Kunstgraben-Teilstücke: jeweils mit gemauerter Grabenbrust (Trockenmauerwerk) und flacher Sohle, Holzschwartenabdeckung auf querliegenden Eisenschienen, Betonplatten auf Betonstreben gelagert
  - Abschläge/Schütze: mit Bruchsteingewölbe überwölbte Aus- bzw. Einläufe, die die gemauerte Grabenbrust durchbrechen, teils mit historischen Kurbelschützen, teils erneuerte Holzschütze, technische Anlage z. T. umhaust (einfache Funktionsbauten aus verbrettertem Holzfachwerk mit Satteldach)
  - Gewölbebrücken: aus Bruchsteinmauerwerk, Straßen- oder Fußgängerbrücken mit gemauerter Brüstung, jene Brücken zur Überführung von Wirtschaftswegen in der Feldflur zumeist ohne Brüstung
  - Röschen: unterirdische Weiterführung der Kunstgräben zur Überwindung von Wasserscheiden oder zur Abkürzung von Kunstgraben-Teilstücken, Röschen wurden teils in festem Gestein bergmännisch aufgefahren, teils aber auch in ausgehobenen Gruben als Gewölbe gemauert und anschließend mit Erdreich überdeckt
  - Röschenmundlöcher (als Einzeldenkmale benannt und kartiert sind lediglich die authentisch erhaltenen Mundlöcher – allerdings sind auch die nicht derart hervorgehobenen Röschenmundlöcher Bestandteile der als Einzeldenkmal geschützten Röschen innerhalb der Sachgesamtheit Revierwasserlaufanstalt): zumeist als Bruchsteingewölbe, in wenigen Ausnahmen auch als Ziegelgewölbe ausgeführt, bei kleineren Röschen sehr schlicht gehalten, längere Röschen erhielten aufwändiger und größer gestaltete Mundlöcher.
  - Grenzsteine entlang des Kunstgrabens (als Einzeldenkmale kartiert sind die Grenzsteine, die bisher vor Ort bestätigt werden konnten).
3. ↑  
Heutiger Anfangspunkt der Revierwasserlaufanstalt (RWA): Hemmberg Rösche (auch III. Cämmerswalder Rösche genannt), beginnend an der Talsperre Rauschenbach, ursprünglicher Anfangspunkt der RWA war der sog. Neuwernsdorfer Wasserteiler, ein 1882 errichtetes Wehr zur regulierten Wasserentnahme aus der Flöha, mit dem Bau der Talsperre Rauschenbach 1968 nunmehr funktionslos in deren Stauraum, ebenso wurden die anschließende Flöha Rösche und der nachfolgende Flöhatal Kunstgraben überstaut, am Mundloch der Hemmberg Rösche (bezeichnet 1862, mit neuer Betonabdeckplatte) Beginn eines kurzen Verbindungsgrabens, dieser auf einem Erddamm geführt (überwiegend Betonplattenabdeckung), mit linksseitigem Abschlag in den Cämmerswalde Dorfbach, endet am südlichen oberen Mundloch der II. Cämmerswalder Rösche (im Schlussstein bezeichnet 1861, Betonplatte darüber bezeichnet 1960, mit zwei Eisentafeln „Wasserversorgung des Bergreviers Freiberg“ und „Vollendet 1882 / Bornemann, Stf. / Band, Oberstgr.“, befanden sich ursprünglich am Neuwernsdorfer Wasserteiler, dort 1968 geborgen und an das nunmehr höchstgelegene Röschenmundloch montiert), der Cämmerswalder Dorfbach selbst wird talaufwärts von einem weiteren Kunstgraben „angezapft“ (Zuführungsgraben, mit Betonplatten abgedeckt), der zum nördlichen oberen Mundloch der II. Cämmerswalder Rösche führt, die II. Cämmerswalder Rösche endet nach kurzer Strecke am unteren Mundloch, ab hier Weiterführung des Wassers im Cämmerswalder Kunstgraben, dieser mit Betonplattenabdeckung, unter Straßen verröscht, Kunstgraben findet seine Fortsetzung in der I. Cämmerswalder Rösche, am oberen Mundloch der I. Cämmerswalder Rösche ein Grenzstein, unteres Mundloch westlich hinter einem kleinen Höhenrücken (Bruchsteingewölbe original, Stirnmauerwerk neu gesetzt), der anschließende Pfaffenholz Kunstgraben ist wieder mit Betonplatten abgedeckt und mündet in der Pfaffenholz Rösche mit oberem Mundloch (Bruchsteingewölbe original, Stirnmauerwerk neu gesetzt) noch auf Cämmerswalder Flur, das untere Mundloch liegt bereits auf Neuhausener Flur (vgl. ID-Nr. 09209961).
4. ↑  
Die Pfaffenholz Rösche beginnt auf Cämmerswalder Flur (vgl. ID-Nr. 09209683) und endet am unteren Mundloch (Ziegelgewölbe und vor allem Stirnmauerwerk neu und nicht authentisch gesetzt) auf Neuhausener Flur, der nachfolgende Steinwiesen Kunstgraben wird durch die Steinwiesen Rösche in ein rechtes und linkes Teilstück unterteilt: Rechter Steinwiesen Kunstgraben (mit Betonplatten abgedeckt), Steinwiesen Rösche mit oberem und unterem Mundloch (elliptisches Gewölbe), danach Linker Steinwiesen Kunstgraben, anschließend II. Purschensteiner Rösche mit oberem Mundloch (elliptisches Gewölbe original), Schlussstein bezeichnet 1858, darunter Schlägel und Eisen, Stirnmauerwerk nicht denkmalgerecht neu, dünne Steinschalung einer Betonmauer vorgeblendet, (Schalung teils bereits schadhaft) und unterem Mundloch (elliptisches Gewölbe original, Schlussstein bezeichnet 1856, darunter Schlägel und Eisen, Stirnmauerwerk nicht denkmalgerecht neu, dünne Steinschalung einer Betonmauer vorgeblendet), der Purschensteiner Kunstgraben führt unter der Freiberger Straße hindurch, das obere Mundloch (elliptisches Gewölbe original, Schlussstein bezeichnet 1856, darunter Schlägel und Eisen, Stirnmauerwerk nicht denkmalgerecht neu, im oberen Bereich dünne Steinschalung einer Betonmauer vorgeblendet) der nachfolgenden I. Purschensteiner Rösche befindet sich noch auf Neuhausener Flur, die Rösche wird anschließend auf Dittersbacher Flur fortgesetzt (vgl. ID-Nr. 09209973).
5. ↑  
Die I. Purschensteiner Rösche beginnt auf Neuhausener Flur (vgl. ID-Nr. 09209961), die Rösche wird anschließend auf Dittersbacher Flur fortgesetzt und mündet in der Dittersbacher Rösche, diese besitzt wenig südöstlich von diesem Zufluss ein Mundloch (elliptisches Gewölbe, Stirnmauerwerk erneuert – hier beginnt eine Flutröhre talabwärts zur Flöha, kein Denkmal), die Dittersbacher Rösche führt in nordwestlicher Richtung ins Gemeindegebiet von Sayda und endet im Mortelgrund (vgl. ID-Nr. 08991094).
6. 1 2  
Bestandteile der Oberen Wasserversorgung der Revierwasserlaufanstalt (RWA) sind: 
  - Dittersbacher Rösche (aufgefahren 1857), 1.563 m lang, Teilstück mit einem gemauerten Mundloch (Auslauf) auf Saydaer Flur – weiteres Teilstück der Rösche auf Dittersbacher Flur im Gemeindegebiet von Neuhausen/Erzgeb.
  - Mortelgrunder Kunstgraben (erbaut 1827) zwischen Dittersbacher und Mortelbacher Rösche, 289 m lang, mit Betonplatten abgedeckt
  - Mortelbacher Rösche (aufgefahren 1827–1859), mit 2.950 m Länge die längste Rösche der RWA, Einspeisung in den Dittmannsdorfer Teich auf Dittmannsdorfer Flur im Gemeindegebiet Pfaffroda, Teilstück mit einem gemauerten Mundloch (Zulauf) auf Saydaer Flur – weitere Teilstücke der Rösche auf Ullersdorfer Flur im Stadtgebiet von Sayda (ID-Nr. 08991093) sowie auf Dittmannsdorfer Flur im Gemeindegebiet von Pfaffroda.
  - Dittmannsdorfer Teich (erbaut 1824/25), Kunstteich/Speicherteich, lediglich Teilbereich auf Ullersdorfer Flur – Westseite des Kunstteiches auf dem Gemeindegebiet Pfaffroda liegend.
7. ↑  
Mortelbacher Rösche, aufgefahren 1827–1859, beginnend auf Saydaer Flur (vgl. ID-Nr. 08991094), auf Ullersdorfer Flur weiteres Teilstück (vgl. ID-Nr. 08991093), auf Dittmannsdorfer Flur dann unteres Mundloch (elliptisches Mundloch, großer Schlussstein, Stirnmauerwerk mit drei eingetieften Spiegeln, darüber Gesims und zurückgesetzter Mauerwerksabschluss, Mundlochgestaltung singulär für die Revierwasserlaufanstalt) südlich des Dittmannsdorfer Teiches, anschließend kurzes übertägiges Teilstück bis zum Kunstteich, sog. Kunstgraben Lichtenhainer Schlucht, mit Betonplatten abgedeckt, unter der Dresdner Straße hindurchführend bis Ausmündung in den Kunstteich. 

Dittmannsdorfer Teich, oberster Kunstteich der Revierwasserlaufanstalt, 1824 bis 1826 angelegt, heute Reservespeicher, zum Teil auf Ullersdorfer Flur (Gemeindegebiet von Sayda, Stadt, vgl. ID-Nr. 08991093) liegend, Zulauf aus der Mortelbacher Rösche sowie aus dem Ullersdorfer Bach, mit Teichdamm (Erddamm mit Lehmkerndichtung und wasserseitiger Tarrasmauer), darauf Wellenschutzmauer, südlich Überlauf mit zweibogiger Brücke und anschließender Flutrinne mit Ausmündung in den Ullersdorfer Bach, Grundablassstriegelhaus mit Grundablass (am Mundloch des Grundablasses beginnender Abzugsgraben mündet in die Flutrinne/den Ullersdorfer Bach) sowie Kunstgrabenstriegelhaus (Betriebsablassstriegelhaus) mit zugehörigem Striegel zum Dittmannsdorfer Kunstgraben (s. u.), Mundloch des Striegels bezeichnet 1970, daneben Turbinenstriegelhaus (kein Denkmal), weiterhin elf nummerierte und mit den kursächsischen Schwertern versehene Flurgrenzsteine der Revierwasserlaufanstalt Freiberg am Fuße des Teichdamms. 

Dittmannsdorfer Kunstgraben, Kunstgraben vom Dittmannsdorfer Teich bis zum oberen Mundloch des Friedrich Benno Stolln II (s. u.) mit einem kurzen untertägig geführten Teilstück (Dittmannsdorfer Rösche, s. u.), überwiegend mit Betonplatten abgedeckt. 

Dittmannsdorfer Rösche mit zwei Mundlöchern (rundbogige Mundlöcher, darüber jeweils geschweift abschließendes Stirnmauerwerk, mit dieser Gestaltung ebenfalls singulär für die Revierwasserlaufanstalt). 
Friedrich Benno Stolln II, eigentlich eine Rösche, auf Pfaffrodaer Flur endend (vgl. ID-Nr. 09206744), oberes Mundloch (Ziegelmauerwerk).
8. ↑  
Abfolge der Bestandteile der Revierwasserlaufanstalt im OT Pfaffroda (der Fließrichtung des Wassers folgend und dem Dörnthaler Teich, vgl. ID-Nr. 09205472, Wasser zuführend): Friedrich Benno Stolln II, Kunstgraben am Bierwiesenteich, Friedrich Benno Stolln I. 

Friedrich Benno Stolln II, eigentlich eine Rösche, beginnend auf Dittmannsdorfer Flur am Dittmannsdorfer Kunstgraben (vgl. ID-Nr. 09205473), mündend am Mundloch (rundbogig, in jüngerer Zeit neu aufgemauert) zum Kunstgraben am Bierwiesenteich, dieser unterhalb des Teichdammes des Bierwiesenteiches verlaufend, mit Betonplatten abgedeckt, am oberen Mundloch (rundbogig, zweireihige Aufmauerung über gesimsartig vorspringender Abdeckplatte neueren Datums, seitliches Flügelmauerwerk/Trockenmauerwerk) des Friedrich Benno Stolln I endend, dieser ebenfalls eine Rösche, auf Dörnthaler Flur am unteren Mundloch endend (vgl. ID-Nr. 09207089).
9. ↑  
Friedrich Benno Stolln I, eigentlich eine Rösche, Mundloch rundbogig, Schlussstein bezeichnet „Friedrich Benno Stolln 1787“, beginnt auf Pfaffrodaer Flur (vgl. ID-Nr. 09206744), führt dem Dörnthaler Teich (vgl. ID-Nr. 09205472) Wasser zu, zwischen Mundloch und Kunstteich gemauerter Abzugsgraben, rechtsseitig Abzweig eines teilweise unterirdisch geführten Umgehungsgrabens, der zwischen Dörnthaler Teich und dessen Vorsperre und anschließend am nördlichen Teichufer entlang nach Nordosten verläuft, auf Höhe der Vorsperre sog. Wiesenbachschütz mit Abschlag in den Dörnthaler Teich.
10. ↑  
Dörnthaler Teich: Teichdamm (Erddamm mit Lehmkern und wasserseitiger Tarrasmauer), darauf Wellenschutzmauer sowie drei Striegelhäuser (Grundablassstriegel, Kunstgrabenstriegel und alter Mühlenstriegel), am südwestlichen Ende des Teichdammes Hochwasserüberlauf mit Flutrinne bzw. Flutergraben in den Haselbach, darüber zweibogige Brücke, an der Flussmeisterei Grenzstein der Revierwasserlaufanstalt (Granitplatte oben abgerundet, Inschrift: R.W.A.F.), Kunstteich speichert Wasser aus dem Haselbach (Zulauf über eine Vorsperre) sowie aus dem südöstlich einmündenden Friedrich Benno Stolln I (vgl. ID-Nr. 09207089), ursprünglicher Dörnthaler Teich 1787–1790 angelegt unter Obereinfahrer Carl Friedrich Freiesleben, größere Neuanlage 1842–1844 nach einem Projekt von Oberstollnfaktor von Warnsdorf durch den sächsischen Oberkunstmeister Christian Friedrich Brendel (1776–1861), den Kunstmeister Zeller und den Röschenobersteiger Schmieder mit 1.600 Bauarbeitern, dabei Anlage eines neuen Teichdamms 380 m unterhalb des alten.
11. ↑  
Teilstück des Oberen Dörnthaler Kunstgrabens, auf Haselbacher Flur endend (vgl. ID-Nr. 09205474), am Dörnthaler Teich (vgl. ID-Nr. 09205472) beginnend, unterhalb des Teichdammes linksseitig Abschlag in den Haselbach, Braunschütz mit Abschlag in einen Dorfbach, mehrere Röschen in Ortslage: Butterrösche (Mundloch bezeichnet 1787), Schneider Rösche (oberes Mundloch bezeichnet Kadens Rösche, unteres bezeichnet Glökner Rösche 1787), Neubert Rösche, Sandig Rösche.
12. ↑  
Teilstück des Oberen Dörnthaler Kunstgrabens, auf Dörnthaler Flur (vgl. ID-Nr. 09207100) vom Dörnthaler Teich aus in nördliche Richtung führend, Rainbachschütz mit Abschlag in den Scheidebach, anschließend Teilstück der Haselbacher Rösche mit Mundloch: 1786–1796 angelegt, 1161 m lange unterirdische Weiterführung des Oberen zum Unteren Dörnthaler Kunstgraben auf Mittelsaidaer Flur (vgl. ID-Nr. 08991216), Mundloch mit rundbogigem Gewölbe, Schlussstein bezeichnet „Quartal Crucis 1858“, darunter Schlägel und Eisen.
13. ↑  
Zwei Abschnitte des Systems der Revierwasserlaufanstalt auf Mittelsaidaer Flur, beginnend mit einem Teilstück der Haselbacher Rösche und dem anschließenden Unteren Dörnthaler Kunstgraben, nachfolgende Teilstücke befinden sich auf Obersaidaer Flur (Ende des Unteren Dörnthaler Kunstgrabens, Obersaidaer Teich, Anfang des Obersaidaer Kunstgrabens), Anschluss des Obersaidaer Kunstgrabens bis zur Obersaidaer Rösche wieder auf Mittelsaidaer Flur.
  - Haselbacher Rösche mit Mundloch: 1786–1796 angelegt, 1161 m lange unterirdische Weiterführung des Oberen Dörnthaler Kunstgrabens (vgl. ID-Nr. 08991216) auf Mittelsaidaer Flur, beginnt auf Haselbacher Flur (vgl. ID-Nr. 09205474), Zustand des nördlichen Mundlochs noch nicht überprüft (Stand 2015),
  - Obersaidaer Kunstgraben: 1603–1607 angelegt, ca. 2 km lang, beginnend am Obersaidaer Teich (vgl. ID-Nr. 08991217),  unmittelbar danach von links Einleitung des Unteren Dörnthaler Kunstgrabens, endet an der Obersaidaer Rösche, überwiegend mit Betonplatten abgedeckter Kunstgraben, teilweise verröscht,
  - Obersaidaer Rösche: 1603–1607 angelegt, 910 m lange Unterführung des Obersaidaer Kunstgrabens unter einen Höhenrücken zwischen Saidenbachtal und dem Großhartmannsdorfer Tal, beginnend auf Mittelsaidaer Flur, dann sehr kurzes Teilstück auf Obersaidaer Flur (vgl. ID-Nr. 08991217) und Ausmündung auf Großhartmannsdorfer Flur am Oberen Großhartmannsdorfer Teich (vgl. ID-Nr. 09306321), im Gegenortbetrieb aufgefahren – hiervon zeugen zwei Halden der zugehörigen Lichtlocher auf Mittelsaidaer Flur (Untere Lichtlochhalde vgl. ID-Nr. 08991214, Obere Lichtlochhalde vgl. ID-Nr. 08991215), ein Markierungsstein, der den untertägigen Verlauf der Rösche im Gelände markierte, hat sich auf Obersaidaer Flur – vom ursprünglichen Ort leicht versetzt – ebenfalls erhalten (vgl. ID-Nr. 08991139).
14. ↑  
Abschnitt des Systems der Revierwasserlaufanstalt auf Obersaidaer Flur, beginnend mit einem Teilstück des Unteren Dörnthaler Kunstgrabens einschließlich Käpplers Rösche mit Einmündung in den Obersaidaer Kunstgraben am Obersaidaer Teich, letzterer zum Anstau des Saidenbaches, Einspeisung in Obersaidaer Kunstgraben (Teilstück auf Obersaidaer Flur), Weiterführung auf Mittelsaidaer Flur, dort Einmündung in die Obersaidaer Rösche, die sich wiederum auf einem kurzen Teilstück auf Obersaidaer Flur befindet:
  - Unterer Dörnthaler Kunstgraben: 1606–1607 angelegt, ca. 2,7 km langer Kunstgraben, Weiterführung des Oberen Dörnthaler Kunstgrabens (in der Gemeinde Pfaffroda, vgl. ID-Nr. 09207100) nach einem unterirdischen Zwischenstück, der Haselbacher Rösche (vgl. ID-Nr. 08991216), Kunstgraben überwiegend mit Betonplatten abgedeckt, auf kurzer Strecke verröscht (Käpplers Rösche an der Mittelsaidaer Straße), mündet unterhalb des Obersaidaer Teiches in den Obersaidaer Kunstgraben.
  - Obersaidaer Teich: Kunstteich, 1727–1728 angelegt, Anstau des Saidenbaches, Abschlag von Wasser über den Obersaidaer Kunstgraben in den Oberen Großhartmannsdorfer Teich (aufgrund der Wasserqualität heute überwiegend keine Einleitung in das System der Revierwasserlaufanstalt, Nutzung als Vorsperre der Talsperre Saidenbach zwecks Vorreinigung des Stauwassers), Teichdamm (Erddamm mit Lehmkern und wasserseitiger Tarrasmauer, aufgesetzte Wellenschutzmauer aus Bruchstein mit Pilzhaupt), Striegelhaus (bezeichnet 1847) über Grundablass, am Mundloch des Grundablasses Anschluss an den Obersaidaer Kunstgraben, Überlauf mit Fluterhaus am südlichen Ende des Teichdammes (schmaler Hochwasserüberlauf mit Schützanlage, Flutrinne mit gemauerten Seitenwänden, Sohle mit Steindeckwerk gepflastert, z. T. unterirdisch zur Überführung des Dörnthaler Kunstgrabens weitergeführt – südliches Mundloch hier gemauerter Bruchsteinbogen, nördliches Mundloch verändert, über eingezogenem Stahlträger noch Schlussstein bezeichnet 1802, nachfolgend Einleitung in den Saidenbach).
  - Obersaidaer Kunstgraben: 1603–1607 angelegt, ca. 2 km lang, beginnend am Mundloch des Grundablasses des Obersaidaer Teiches, unmittelbar danach von links Einleitung des Unteren Dörnthaler Kunstgrabens, nachfolgend Barthelschütz mit Abschlag in den Saidenbach, endet auf Mittelsaidaer Flur an der Obersaidaer Rösche (vgl. ID-Nr. 08991216), überwiegend mit Betonplatten abgedeckter Kunstgraben, teilweise verröscht.
  - Obersaidaer Rösche: 1603–1607 angelegt, 910 m lange Unterführung des Obersaidaer Kunstgrabens unter einen Höhenrücken zwischen Saidenbachtal und dem Großhartmannsdorfer Tal, beginnend auf Mittelsaidaer Flur (vgl. ID-Nr. 08991216), dann sehr kurzes Teilstück auf Obersaidaer Flur und Ausmündung auf Großhartmannsdorfer Flur am Oberen Großhartmannsdorfer Teich (vgl. ID-Nr. 09306321), im Gegenortbetrieb aufgefahren – hiervon zeugen zwei Halden der zugehörigen Lichtlocher auf Mittelsaidaer Flur (Untere Lichtlochhalde vgl. ID-Nr. 08991214, Obere Lichtlochhalde vgl. ID-Nr. 08991215), ein Markierungsstein, der den untertägigen Verlauf der Rösche im Gelände markierte, hat sich auf Obersaidaer Flur – vom ursprünglichen Ort leicht versetzt – ebenfalls erhalten (vgl. ID-Nr. 08991139).
15. ↑  
Obersaidaer Rösche mit Mundloch: unteres Teilstück einer Rösche, oberes Teilstück auf der Gemarkung Obersaida (vgl. ID-Nr. 08991217), Mundloch (im neu angefertigten Gitter bezeichnet mit 1591) rundbogig, Ziegelgewölbe, Querschnitt der Rösche im Inneren nach einigen Metern verkleinert, hier gemauerter Bruchsteinbogen, wenig hangaufwärts auf der Rösche gelegenes Funktionsgebäude (kein Denkmal). 

Oberer Großhartmannsdorfer Teich: Kunstteich, angelegt 1591–1593, bauliche Erweiterungen 1778–1782/1890–1895, Instandsetzung 2000–2002, erweiterte das System der Oberen Wasserversorgung der Revierwasserlaufanstalt in südliche Richtung, Zufluss aus der o. g. Rösche (breiter, mit Mauerwerk sorgfältig gefasster Einlaufkanal), Ausfluss unterhalb des Teiches in den Kohlbach Kunstgraben (vgl. ID-Nr. 09304684), Bestandteile: Teichdamm (Erddamm mit Lehmschürze und wasserseitiger Tarrasmauer, luftseitig in Rasendecke eingebettetes Bruchsteindeckwerk – vmtl. gegen Erosion, aufgesetzte Mauerwerkskrone ca. 530 m lang, im mittleren Bereich mit aufgesetzter Wellenschutzmauer aus Ziegelmauerwerk), zwei Striegelhäuser: Mühlenstriegel = rechtes Striegelhaus, bezeichnet 1890, von hier Beaufschlagung der am Fuß des Teichdamms gelegenen Großhartmannsdorfer Obermühle (vgl. ID-Nr. 08991154 – hier zunächst Wasserrad, Radstube noch erkennbar, später Turbine), mit Abzugsgraben der Mühle zum Kohlbach Kunstgraben, südöstlich davon Grundablassstriegel = linkes Striegelhaus, bezeichnet 1800, mit Grundablass in den Kohlbach Kunstgraben, Überlauf am nördlichen Teichdammende (schmaler Überlauf, im Bogen zurück in Richtung Mühle geführt, seitliches Stützmauerwerk, Grundfläche mit Steindeckwerk, unterhalb des Teichdamms verröscht, vmtl. im Abzugsgraben der Mühle endend), unterhalb des Grundablassstriegels Schieberhaus am Fuß des Teichdamm (kein Denkmal, bezeichnet 2001), darin Anbindung an Kohlbach Kunstgraben sowie Abzweig der Rohwasserüberleitung zur Talsperre Klingenberg. 

Kohlbach Kunstgraben: oberes Teilstück des Kunstgrabens bis zum Dorfbachschütz nordwestlich des Grundablassstriegels des Oberen Großhartmannsdorfer Teichs, hier Abschlag in den Großhartmannsdorfer Dorfbach, daneben Grenzstein.
16. 1 2 3  
Denkmaltext: Der im Jahr 1556 angelegte Kohlbach Kunstgraben ist ein Bestandteil der historischen Revierwasserlaufsanstalt (vgl. hierzu das Sachgesamtheitsdokument – ID-Nr. 08991218), einem über mehrere Jahrhunderte hinweg entstandenen umfangreichen System an Kunstgräben, Röschen und Speicherteichen zur Ansammlung und Herbeileitung von Aufschlagwasser für den Freiberger Bergbau. Er gehört dabei zu der sogenannten Oberen Wasserversorgung. Über eine Länge von ca. 12,2 km führt der Kunstgraben vom Oberen Großhartmannsdorfer Teich (vgl. ID-Nr. 08991218) westlich um den Mittleren Großhartmannsdorfer Teich (vgl. ID-Nr. 08991218) herum bis in das Brander Bergbaugebiet. In seinem Verlauf kreuzt er mehrere wassereinleitende Bäche, darunter auf Müdisdorfer Flur den namensgebenden Kohlbach. Während ein Teil des Wassers dem Gelobt Lander Teich (vgl. ID-Nr. 09208676) zufließt, mündet der Hauptzweig des Kohlbach Kunstgrabens am oberen Mundloch der sogenannten Verbindungsrösche (vgl. ID-Nr. 9304679), die zur nördlich gelegenen Neu Glück und Drei Eichen Fundgrube (vgl. ID-Nr. 09208748) führt. Über einen weiteren, zuletzt verröschten und nicht mehr erhaltenen Abzweig nach Süden beaufschlagte das Wasser des Kohlbach Kunstgrabens zudem die Grube Reicher Bergsegen. 

Der Kunstgraben weist eine aus Trockenmauerwerk bestehende Grabenbrust auf und war ursprünglich zu einem großen Teil mit Holzschwarten abgedeckt, um eine Verunreinigung sowie übermäßige Verdunstung des Wassers zu verhindern. Heute ist die Schwartenabdeckung in weiten Teilen einer Betonplattenabdeckung gewichen. Der Kunstgraben weist in seinem Verlauf mehrere Abschläge auf und ist im Bereich der Großhartmannsdorfer Kirche verröscht. Er befindet sich weiterhin in Nutzung und ist in die Brauch- und Trinkwasserversorgung Freibergs eingebunden. 

Der teils verröschte Kohlbacher Kunstgraben erstreckt sich über drei Gemeinden: Großhartmannsdorf, OT Großhartmannsdorf (ID-Nr. 09304684) – Gemarkung Großhartmannsdorf, Lichtenberg/Erzgeb., OT Müdisdorf (ID-Nr. 08980407) – Gemarkung Müdisdorf sowie Brand-Erbisdorf, Stadt, OT Brand-Erbisdorf (ID-Nr. 09208685) – Gemarkung Erbisdorf.
17. ↑  
Mittlerer Großhartmannsdorfer Teich: Kunstteich, auch Neuer Teich genannt, angelegt 1726–1732, Zwischenspeicher im System der Revierwasserlaufanstalt zwischen Oberer und Unterer Wasserversorgung, zudem Anstau des Landhainbachs, Wasserabgabe in den Unteren Großhartmannsdorfer Teich möglich, heute auch Badegewässer.
  - Teichdamm: breiter Erddamm mit Lehmkerndichtung und wasserseitiger Tarrasmauer,
  - Striegelhaus mit Grundablass: bezeichnet 1726, eingeschossiges Funktionsgebäude auf dem Teichdamm über dem Grundablass, quadratischer Grundriss, Satteldach,
  - Mundloch des Grundablasses: Bruchsteingewölbe mit großem Schlussstein, darüber Betonstützmauer, nachfolgend mit Betonplatten abgedeckter Abzugsgraben zur sog. Bahnhofsrösche (Rösche unter dem ehem. Großhartmannsdorfer Bahnhofsgelände hindurch, Einleitung in den Großhartmannsdorfer Bach, der in den Unteren Großhartmannsdorfer Teich mündet – kein Denkmal),
  - Überlauf und Flutentlastungsrösche: am nördlichen Ufer gemauerter Hochwasserüberlauf mit Fußgängerbrücke (Bruchsteinbogenbrücke) sowie anschließendem Grabenteilstück mit Betonplattenabdeckung, Weiterführung als Rösche, seitliche Einleitung in den Abzugsgraben des Grundablasses,
  - Verbindungsgraben: Abschlag aus dem oberhalb am Hang verlaufenden Kohlbach Kunstgraben (vgl. ID-Nr. 09304684, Abschlag = Landhainschütz), zugleich Teilstück des Landhainbachs, mit gemauerter Grabenbrust, vier Grenzsteine.
18. ↑  
Der Erzengler Teich (auch Erzengelteich) wurde in den Jahren 1569 bis 1570 von der nahegelegenen Erzengel Fundgrube als Stauteich angelegt. Er ist Bestandteil der Revierwasserlaufsanstalt (kurz RWA), einem umfangreichen System von Kunstgräben, Röschen und Teichen zur Bereitstellung von Aufschlagwasser für die Gruben des Freiberger Reviers. Neben dem aufgestauten südwestlichen Arm des Münzbachs, der zum Anspannen des Erzengler Teichs nicht ausreichte, trug auch der südwestlich vorbeigeführte Kohlbach Kunstgraben (Teil der Oberen Wasserversorgung der RWA – vgl. ID-Nr. 09208685) zur Wasserzuführung bei. Dieser konnte Grabenwasser über das Waldschütz direkt in den Münzbach oder über ein weiteres Schütz am Schindelhaus in einen Kunstgraben einleiten, der oberhalb des Kunstteichs ebenfalls in den Münzbach einmündet. Das gespeicherte Wasser gibt der Erzengler Teich über den als Abzugsgraben gefassten Münzbach an den nordöstlich gelegenen Rothbächer Teich (vgl. ID-Nr. 09208678) ab, der schließlich in den Hohe Birke Kunstgraben (Teil der Unteren Wasserversorgung der RWA – vgl. ID-Nr. 09208686) einleitet. Damit fungierte der Kunstteich als Ausgleichspeicher zwischen der Oberen und Unteren Wasserversorgung im System der Revierwasserlaufsanstalt. Zwischenzeitlich auch zu Fischereizwecken genutzt, wird der Erzengler Teich seit 1931 nicht nur als Brauchwasserspeicher, sondern in den Sommermonaten auch als Freibad (Waldbad Erzengler) genutzt. 

Das Absperrbauwerk des Kunstteiches ist ein 204 m langer, ca. 5 m hoher und an der Krone etwa 7 m breiter Erddamm mit Lehmkerndichtung, wasserseitiger Tarrasmauer und Kronenmauer. Der Stauraum beträgt 176.000 m³. 1864 wurde das ursprünglich hölzerne durch ein eisernes Teichgerinne ersetzt, der Damm leicht erhöht, die Tarrasmauer ausgebessert sowie das Striegelhaus nebst Tragebank und Striegelstange erneuert. Die seitlich am Damm eingebrachte, ausgemauerte Flutrinne geht über in einen etwa parallel zum Damm entlang geführten Abzugsgraben, der auf Höhe des Striegelhauses talwärts in Richtung Rothbächer Teich abknickt. Entlang des Dammfußes bzw. des Abzugsgrabenverlaufs markieren mehrere mit Kurschwertern und Reihennummern versehene Forstgrenzsteine die Grenze zum ehemals kurfürstlichen Wald. 

Als Bestandteil der historischen Revierwasserlaufsanstalt ist der landschaftsprägende Erzengler Teich nicht nur von ortsgeschichtlicher, sondernd vor allem von bergbauhistorischer Bedeutung, zeugt er doch im Zusammenspiel mit weiteren – teils fragmentarisch – erhaltenen bergbauwasserwirtschaftlichen Anlagen von den Anstrengungen, die zur Aufrechterhaltung des Erzbergbaus mittels wasserbetriebener Antriebs- und Aufbereitungstechnik unternommen wurden. Das aus dem Jahr 1570 stammende Striegelhaus ist trotz seiner Veränderungen wesentlich für das Verständnis der Funktionsweise des Absperrbauwerks und daher im Zusammenhang mit den zugehörigen Anlagen weiterhin von großem Aussagewert. Die Forstgrenzsteine dokumentieren schließlich, dass der Grund und Boden der bergwasserwirtschaftlich genutzten Teiche sich häufig bis in das frühe 20. Jahrhundert hinein nicht der RWA gehörten, sondern sich in Privatbesitz befanden und daher der Übergang zum kursächsischen Grundbesitz markiert werden musste (LfD/2013). 

Erzengler Kunstteich wurde 1567 angelegt, Bereitstellung von Aufschlagwasser für die Gruben auf dem Hohebirker Stehenden, Wasser des Münzbaches angestaut und Ausgleichsspeicher zwischen dem Kohlbacher Kunstgraben und dem Hohebirker Kunstgraben, Erddamm mit Lehmdichtung und einer Tarrassmauer, Dammlänge: 204 m, Dammkrone: 6,8 m breit, Höhe: 5,0 m über Gelände, Fassungsvermögen: 176.000 m³, Quelle: MontE-Datenbank.
19. ↑  
Der Gelobt Lander Teich oder auch Landteich ist ein Bestandteil der historischen Revierwasserlaufsanstalt (vgl. das Sachgesamtheitsdokument – ID-Nr. 08991218), einem über mehrere Jahrhunderte hinweg entstandenen umfangreichen System an Kunstgräben, Röschen und Speicherteichen zur Ansammlung und Herbeileitung von Aufschlagwasser für den Freiberger Bergbau. Innerhalb dieses Systems bildete er den Endpunkt der sogenannten Oberen Wasserversorgung und diente als Regulator für die Aufschlagwasserversorgung der Himmelsfürst Fundgrube, die den überwiegenden Teil ihres Wasserbedarfs aus dem System der Revierwasserlaufsanstalt erhielt. Der vermutlich in der 2. Hälfte des 16. Jahrhunderts angelegte Gelobt Lander Teich fasste ein Volumen von ca. 18.800 m³, gespeist wurde und wird er dabei vom Kohlbach Kunstgraben (vgl. ID-Nr. 09208685). Über den sich anschließenden Kunstgraben (vgl. ID-Nr. 09208593) versorgte der Teich zunächst die nahegelegene Gelobt Lander Wäsche und anschließend mehrere Kunst- und Treibeschächte sowie Erzwäschen der Himmelsfürst Fundgrube (vgl. zur Geschichte der Fundgrube das Sachgesamtheitsbestandteildokument – ID-Nr. 09208116).
20. ↑  
Um den Bedarf an Aufschlagwasser für die zahlreichen Kunst- und Kehrräder der Schachtanlagen und die Poch- und Stoßherdräder der Aufbereitungsanlagen sowie an Wäschwasser zur nassen Aufbereitung der Erze in den Poch- und Stoßherden der Erzwäschen zu decken, war Himmelsfürst Fundgrube (vgl. zur Geschichte der Fundgrube das Sachgesamtheitsbestandteildokument – ID-Nr. 09208116) zunächst auf Wasserzuteilungen aus dem von der Kurfürstlichen Stolln- und Röschen-Administration zu Freiberg (der späteren Revierwasserlaufsanstalt, vgl. hierzu das Sachgesamtheitsdokument – ID-Nr. 08991218) verwalteten System an Speicherteichen, Kunstgräben und Röschen angewiesen. 

Zu diesem Zweck führte ein Kunstgraben von einem dem Himmelsfürster Revier vorgeschalteten und der Revierwasserlaufsanstalt zugehörigen Speicherteich, dem Gelobt Lander Teich (vgl. ID-Nr. 09208676), über einen Kunstgrabendamm zur Gelobt Lander Wäsche (Teil der o. g. Sachgesamtheit) nach Süden und über einen Kunstgraben nach Westen bis hin zum Reichelt Schacht (vgl. ID-Nr. 09208663). Hier wurde das hergeleitete Wasser über eine Aufschlagrösche auf ein Kehrrad gebracht und anschließend weiter zum Vertrau auf Gott Schacht (vgl. ID-Nr. 09208669), zu den Himmelsfürster Wäschen (vgl. ID-Nr. 09208662) und zum Franken Schacht (vgl. ID-Nr. 09208602) geleitet. 

Von den Klärsümpfen der Gelobt Lander Wäsche, in denen sich der Wäschschlamm aus dem von den Herden der Erzwäschen abfließenden Wäschwasser absetzen konnte, verlief ein gesonderter Kunstgraben, Herdflutgraben genannt, nördlich an der noch kleinen Halde des Reichelt Schachts vorbei zur Erzwäsche unterhalb der Halde des Vertrau auf Gott Schachts und weiter zu den Aufbereitungsanlagen unterhalb des Franken Schachts. Die „verbrauchten“ Wäschwasser wurden nicht wieder in das Wasserzuleitungssystem eingeleitet, sondern nach einer einfachen Klärung wieder den natürlichen Gewässern des Reviers zugeführt. So sollten die Aufschlagwasser der Wasserräder, Wassersäulenmaschinen und Turbinen von Verunreinigungen frei gehalten und Schäden an den wertvollen Maschinenanlagen sowie ein unnötiger Schlammeintrag in die wasserableitenden Stolln verhindert werden. 

Erst mit der Erbauung einer neuen Poch- und Stoßherdwäsche bei den zentralen Aufbereitungsanlagen der Himmelsfürst Fundgrube im Jahr 1742 kam es mit der Anlage des Langenauer Kunstgrabens (vgl. ID-Nr. 8991262), auch Himmelsfürster Wäschgraben genannt, zu einer Ergänzung des bestehenden Wasserversorgungssystems und zugleich zu einer Erhöhung des zur Verfügung stehenden Quantums an Aufschlag- und Wäschwasser. 

Der Kunstgraben sowie der sich abspaltende Herdflutgraben sind als Bestandteile eines wesentlich umfangreicheren Speicher- und Zuleitungssystems zur Wasserversorgung von Bergbau- und Erzaufbereitungsanlagen der Himmelsfürst Fundgrube von großer bergbaugeschichtlicher und ortsgeschichtlicher Bedeutung. Sie dokumentieren die Bestrebungen der Grubenbetriebe, eine möglichst durchgängige Versorgung mit Aufschlag- und Wäschwasser für ihre technischen Anlagen zu gewährleisten. 

Darüber hinaus zeugen beide von dem Versuch, die zur Verfügung stehenden Wasser möglichst optimal und ohne Schädigung der zu versorgenden Anlagen auszunutzen. Schließlich ist der Kunstgraben zumindest am Gelobt Lander Teich auch landschaftsbildprägend, da er hier auf einem vergleichsweise hohen Erddamm als Unterbau verlief, um die Wasser bis zur Gelobt Lander Wäsche möglichst „hoch zu halten“. (LfD/2013).
21. ↑  
Einzeldenkmale im OT Brand-Erbisdorf:
  - Müdisdorfer Rösche mit Mundloch (siehe Einzeldenkmalliste - ID-Nr. 09208687)
  - Kohlbach Kunstgraben mit allen zugehörigen Gewölbebrücken und Röschen (siehe Einzeldenkmalliste - ID-Nr. 09208685)
  - Gelobt Lander Teich (siehe Einzeldenkmalliste - ID-Nr. 09208676)
  - Erzengler Teich mit Absperrbauwerk, Striegelhaus und Flutrinne mit anschließendem Abzugsgraben, wasserzuführendem Kunstgraben sowie mehreren Forstgrenzsteinen (siehe Einzeldenkmalliste - ID-Nr. 09208677)
  - Rothbächer Teich mit Absperrbauwerk, Striegelhaus einschließlich Striegel und Abzugsgraben sowie Fluterhaus (siehe Einzeldenkmalliste - ID-Nr. 09208678)
  - Hohe Birke Kunstgraben einschließlich aller Röschen und Gewölbebrücken (siehe Einzeldenkmalliste - ID-Nr. 09208686)
  - Verbindungsrösche und Mendenschachter Aufschlagrösche (siehe Einzeldenkmalliste - ID-Nr. 09304679); landschaftsbildprägende Bestandteile eines umfangreichen Systems der bergmännischen Wasserwirtschaft zur Versorgung des Freiberger Bergbaus mit Aufschlagwasser, bergbaugeschichtlich und ortsgeschichtlich von besonderer Bedeutung (siehe auch die Sachgesamtheitsliste – ID-Nr. 08991218, Großhartmannsdorf, Zehntel).
22. 1 2  
Bestandteile der Unteren Wasserversorgung der Revierwasserlaufanstalt (RWA) sind: 
  - Zethauer Kunstgraben
  - Müdisdorfer Kunstgraben mit Mendenrösche und Müdisdorfer Rösche
  - Hohbirker Kunstgraben
23. ↑  
Zethauer Kunstgraben: Anfangspunkt der Unteren Revierwasserlaufanstalt (vgl. ausführlichere Beschreibung der Revierwasserlaufanstalt im Sachgesamtheitsdokument ID-Nr. 08991218), etwa 8 km langer Kunstgraben von Zethau aus in nördlicher bzw. nordwestlicher Richtung zum Unteren Großhartmannsdorfer Teich Wasser führend (Hauptzulauf), in seinem Verlauf von mehreren Röschen unterbrochen, dabei durch mehrere Gemeinden/Ortsteile führend – Mulda/Sa. (OT Zethau, ID-Nr. 09209273), Mulda/Sa. (OT Helbigsdorf, ID-Nr. 09209268) und Großhartmannsdorf (OT Großhartmannsdorf, ID-Nr. 09306186), Kunstgraben beginnend am Blechschütz (bezeichnet 1890), der Wasser aus dem Zethaubach abzweigt (selbsttätiger Wasserteiler, auch „Zethauer Blech“ genannt), nachfolgend bis zur Hauptstraße Holzschwartenabdeckung (erneuert), Straßenbrücke ursprünglich Bruchsteingewölbebrücke (erneuert, nordöstlicher Schlussstein bezeichnet 1891), Kunstgraben nachfolgend bis zum Mundloch der 108 m langen Zethauer Straßenrösche mit Betonplattenabdeckung, beide Mundlöcher der Straßenrösche in Bruchsteinmauerwerk, Kunstgraben nach der Straßenrösche wieder mit teils desolater Holzschwartenabdeckung, linksseitig zwei Grenzsteine der Revierwasserlaufanstalt, am Wiesenschütz mit Bruchsteingewölbe (bezeichnet 1848) überwölbter Abschlag in einen Abzugsgraben, Kunstgraben auf Teilstücken westlich bzw. östlich des Erbgerichtswegs und westlich des Großhartmannsdorfer Wegs mit neuer Betonplattenabdeckung, mit Bruchsteingewölbe (bezeichnet 1846) überwölbter Abschlag westlich des Großhartmannsdorfer Wegs, Bruchsteingewölbebrücke zur Überführung des Großhartmannsdorfer Wegs, davor linksseitig gemauerte Zugangstreppe in den Kunstgraben, dieser nachfolgend auf einem kurzen Teilstück noch mit Holzschwarten-, danach mit Betonplattenabdeckung, Bruchsteingewölbebrücke zur Überführung des Kirchsteigs, danach rechtsseitig gemauerte Zugangstreppe in den Kunstgraben sowie weitere langgestreckte Bruchsteingewölbebrücke zur Überführung eines Wirtschaftsweges, ca. 50 m vor dem südlichen Mundloch der 315 m langen Kirchenrösche (im unteren Bereich mit Natursteinausmauerung, darüber Ziegelgewölbe, Mundloch ebenfalls mit Ziegelgewölbebogen, bezeichnet 1890,  darüber Natursteinmauerwerk) linksseitig ein weiterer Grenzstein, nördliches Mundloch der Kirchenrösche in Natursteinmauerwerk (Schlussstein mit Inschrift, unleserlich), nachfolgender Abschnitt des Zethauer Kunstgrabens bis zur Gemeindegrenze mit Großhartmannsdorf teils mit Betonplatten-, teils mit Holzschwartenabdeckung und etlichen Gewölbebrücken zur Überführung von Wirtschaftswegen und Straßen.
24. ↑  
Zethauer Kunstgraben: Anfangspunkt der Unteren Revierwasserlaufanstalt (vgl. ausführlichere Beschreibung der Revierwasserlaufanstalt im Sachgesamtheitsdokument – ID-Nr. 08991218), etwa 8 km langer Kunstgraben von Zethau aus in nördlicher bzw. nordwestlicher Richtung zum Unteren Großhartmannsdorfer Teich Wasser führend (Hauptzulauf), in seinem Verlauf von mehreren Röschen unterbrochen, dabei durch mehrere Gemeinden/Ortsteile führend – Mulda/Sa. (OT Zethau, ID-Nr. 09209273), Mulda/Sa. (OT Helbigsdorf, ID-Nr. 09209268) und Großhartmannsdorf (OT Großhartmannsdorf, ID-Nr. 09306186), Kunstgraben-Teilstück an der Gemeindegrenze zu Mulda/Sa. (OT Zethau) beginnend, z. T. als erhöhter Kunstgrabendamm durch das Gelände geführt, teilweise offen, z. T. auch mit erneuerter Betonplattenabdeckung, eine starke Gewölbebrücke ca. 100 m vor dem Bieberschütz, an diesem mit Bruchsteingewölbe (bezeichnet 1848) überwölbter Abschlag in einen Abzugsgraben, Grabensohle mit Holzfachwerk befestigt, Kunstgraben nachfolgend mit Betonplattenabdeckung aus DDR-Zeiten sowie anschließend mit desolater Holzschwartenabdeckung (Kunstgraben-Teilstück wird derzeit saniert und die Holzschwarten- durch Betonplattenabdeckung ersetzt, Stand 2015), vor der Gemeindegrenze zu Mulda/Sa. (OT Helbigsdorf) Mundloch der 329 m langen Helbigsdorfer Rösche (Durchfahrung der Wasserscheide zwischen Zethaubach und Helbigsdorfer Bach), diese erst nach der Gemeindegrenze wieder in offenen Kunstgraben übergehend.
25. ↑  
Zethauer Kunstgraben: Anfangspunkt der Unteren Revierwasserlaufanstalt (vgl. ausführliche Beschreibung der Revierwasserlaufanstalt im Sachgesamtheitsdokument ID-Nr. 08991218), etwa 8 km langer Kunstgraben von Zethau aus in nördlicher bzw. nordwestlicher Richtung zum Unteren Großhartmannsdorfer Teich Wasser führend (Hauptzulauf), in seinem Verlauf von mehreren Röschen unterbrochen, dabei durch mehrere Gemeinden/Ortsteile führend – Mulda/Sa. (OT Zethau, ID-Nr. 09209273), Mulda/Sa. (OT Helbigsdorf, ID-Nr. 09209268) und Großhartmannsdorf (OT Großhartmannsdorf, ID-Nr. 09306186), Teilstück der Helbigsdorfer Rösche (Durchfahrung der Wasserscheide zwischen Zethaubach und Helbigsdorfer Bach) an der Gemeindegrenze zu Großhartmannsdorf (OT Großhartmannsdorf) beginnend, bei Hauptstraße 81 gewölbtes Mundloch, nachfolgendes Kunstgraben-Teilstück ehemals überwiegend mit Holzschwartenabdeckung, z. Z. offen (Stand 2015), Einleitung in den Mühlteich der ehem. Heidemühle (im Halbrund von einem Erddamm umgeben, dieser mit Allee (Eschenallee), Erddamm z. T. wasserseitig mit Trockenmauerwerk befestigt), davor im rechten Winkel nach rechts abzweigend ein eingangs mit einem Steindecker, anschließend mit Betonplatten abgedeckter Verbindungsgraben zur Heidemühlenrösche (südliches Mundloch bezeichnet 1866), Rösche unter ehem. Mühlenkomplex hindurchführend, vmtl. bei einer baulichen Erweiterung des späteren Fabrikstandorts „Heidemühle“ in nordwestlicher Richtung verlängert (neues nordwestliches Röschenmundloch mit Ziegelgewölbe und umgebendem Bruchsteinmauerwerk), bis zur Einleitung in den Unteren Großhartmannsdorfer Teich offener Kunstgraben, linksseitig ein Grenzstein (bezeichnet 20). 

Unterer Großhartmannsdorfer Teich: die Wasserfläche des Teiches erstreckt sich über zwei Gemeinden – Großhartmannsdorf (OT Großhartmannsdorf, ID-Nr. 09306198) und Mulda/Sa. (OT Helbigsdorf, ID-Nr. 09209268), auch als Zehntler Teich bzw. Großhartmannsdorfer Großteich bezeichnet, Kunstteich mit einer Staufläche von über 60 ha (damit der größte Kunstteich der Revierwasserlaufanstalt), im Norden 494 m langer Erddamm (Kronenlänge) mit Lehmkerndichtung und wasserseitiger Tarrasmauer, im Nordwesten weiterer Erddamm als Abgrenzung zum sog. Laichteich (vgl. ID-Nr. 09306198). 

Turbinenrösche: östlich des Überlaufs vom Unteren Großhartmannsdorfer Teich abzweigende Rösche (zum Teil auf dem Gemeindegebiet Großhartmannsdorf, OT Großhartmannsdorf verlaufend, vgl. ID-Nr. 09306198), aufwändig gemauertes Röschenmundloch mit über der Öffnung nach oben gewölbtem Stirnmauerwerk, dieses mittels Steinplatten abgedeckt, Schlussstein mit Inschrift „Baldauf // 1804“, Rösche leitet in die Rinne des Überlaufs/den Großhartmannsdorfer Bach ein (Rohrleitung nicht denkmalgeschützt).
26. ↑  
Zum Einzeldenkmal „Unterer Großhartmannsdorfer Teich“ gehören:
  - Teichhaus: 1692 errichtetes Wohnhaus für den Grabensteiger (Alter der Hölzer im Dachstuhl 1690 – Dendrountersuchung 2014), schlichtes, zweigeschossiges Gebäude, traufseitiges Obergeschoss sowie östliches Giebeldreieck verkleidet, Satteldach Schiefer, im Inneren historische Türen und Beschläge, Dachstuhl original
  - Teichdamm: Erddamm mit Lehmkerndichtung und wasserseitiger Tarrasmauer, darüber gemauerte Brüstung mit halbrundem Abschluss, Luftseite des Erddamms teilweise durch Trockenmauerwerk befestigt (bei der Teichmühle), gemauerte Torpfeiler auf dem Dammweg (Zufahrt zum Teichhaus)
  - Mühlenstriegel: westliches Striegelhaus massiver Putzbau auf rechteckigem Grundriss mit Satteldach (erneuert), bezeichnet 1524, Funktionsgebäude mit Striegel (Holzstriegel) für die unterirdisch bis zum Mühlgraben der Teichmühle (vgl. ID-Nr. 08991180) verlaufende Mühlenrösche, Mühlgraben in den Müdisdorfer Kunstgraben einleitend
  - Grundablassstriegel: Striegelhaus östlich des Teichhauses, bezeichnet 1524, zugehörige Abzugsrösche im Teichdamm zum Mundloch des Fischhälters, Striegel reguliert Zulauf in den Fischhälter
  - Überlauf: Schützanlage am östlichen Teichdamm, eingehaust durch länglichen Fachwerkbau mit Satteldach (wasserseitig verbrettert), dahinter dreibogige Fußgängerbrücke (Schlussstein bezeichnet 1892) aus Natursteinmauerwerk (verputzt) über den Überlauf, Rinne des Überlaufes mit zwei Kaskaden und seitlichen Stützmauern aus Trockenmauerwerk, geht an der Straßenbrücke (vgl. ID-Nr. 08991179) in den Großhartmannsdorfer Bach über
  - Turbinenrösche: östlich des Überlaufs vom Unteren Großhartmannsdorfer Teich abzweigende Rösche (zum Teil auf dem Gemeindegebiet Mulda/Sa., OT Helbigsdorf verlaufend, vgl. ID-Nr. 09209268) – angelegt zur Beaufschlagung einer Turbine zwecks Stromerzeugung, aufwändig gemauertes Röschenmundloch auf dem Gemeindegebiet Mulda/Sa., OT Helbigsdorf (vgl. ID-Nr. 09209268) mit über der Öffnung nach oben gewölbtem Stirnmauerwerk, dieses mittels Steinplatten abgedeckt, Schlussstein mit Inschrift „Baldauf // 1804“, Rösche leitet in die Rinne des Überlaufs/den Großhartmannsdorfer Bach ein (Rohrleitung nicht denkmalgeschützt)
  - Turbinenstriegel: Striegelhaus massiver Putzbau auf rechteckigem Grundriss mit Satteldach (erneuert), Funktionsgebäude mit Striegel für die unterirdisch verlaufende Turbinenrösche
  - Alter Rundstriegel: Striegelhaus massiver Putzbau auf ovalem Grundriss mit abgewalmtem Blechdach (erneuert)
  - Fischhälter: Bassin nördlich vor dem Teichdamm, Uferbefestigung mittels Trockenmauerwerk, Zulauf mittels Rösche aus dem Unteren Großhartmannsdorfer Teich, hier unregelmäßig gewölbtes Mundloch der Abzugsrösche des Teich-Grundablassstriegels in der Uferstützmauer, Grundablass mit hölzernem Fischkasten, darüber kleines Striegelhäuschen. Laichteich (auch Leegteich)
  - Teichdamm zwischen Groß- und Laichteich: Erddamm, beidseitig Tarrasmauern, zwei gemauerte Torpfeiler am nördlichen Ende des Dammes.
27. ↑  
Mühlenwohnhaus: zweigeschossiger Putzbau mit Satteldach, komplett saniert, Seitengebäude (Mühlgebäude): zweigeschossig, Erdgeschoss Naturstein, Obergeschoss und Drempel verbrettert, Erker über den Mühlgraben, Fenster mit Sprossung, flaches Satteldach, Mühlgraben (auch als Mühl- und Teichgraben bezeichnet): beginnt am Ende der Mühlenrösche (Zuflussregulierung aus dem Unteren Großhartmannsdorfer Teich durch den sog. Mühlenstriegel), seitlich mittels Trockenmauerwerk befestigt, bis zur Gewölbebrücke offener Kunstgraben, nachfolgend mit Betonplattenabdeckung (teils zusätzlich mit Holzschwarten belegt), weitere Gewölbebrücken im Grabenverlauf, mündet in den Müdisdorfer Kunstgraben (vgl. ID-Nr. 09306198). 

Teichmühle (Mahl- und Brettmühle) gehört zu den ältesten wasserkraftbetrieben Mühlen der Region: 1524 belegt in einem Kaufvertrag zwischen dem Ritter und Hofmeister Rudolph von Bünau und der Familie Alnpecken, die damit Grundstücke und Teichanlagen erwarb, die bereits zuvor dem Mühlenbetrieb und der Fischerei dienten, 1561 Pachtung und 1562 Erwerb der dreigängigen Mahlmühle nebst Brettmühle von den Gebrüder Alnpecken durch den sächsischen Kurfürsten, dazu gehörten drei Fischhalter und der Mühl- und Teichgraben sowie vor allem der Untere Großhartmannsdorfer Teich, der damit in die Wasserversorgung des Freiberger Bergbaus einbezogen werden konnte – das Teichwasser wurde nach der Ausnutzung des Gefälles mittels Wasserrad über den Mühlgraben in den Müdisdorfer Kunstgraben und damit zurück in das System der Revierwasserlaufanstalt geleitet, 1566 Verleihung der Mühle an den Bergvoigt, Bergwerksverwalter und Oberbergmeister Martin Planer (1510–1582) durch den Kurfürsten aufgrund seiner Verdienste um den Freiberger Bergbau – Planer starb hier am 25. Februar 1582, Teichmühlenbesitzer um 1790 war Christian Karl Gottlob Dietze, 1933 ging die Teichmühle in den Besitz der Revierwasserlaufanstalt, blieb aber noch bis in die 1950er Jahre in Betrieb, später Gaststätte, ab 1991 Jugendfreizeitzentrum/Jugendherberge. 

Teichmühlenbesitzer im 19./20. Jh. (Quelle: Infotafel der Reihe „Mühlentour an der Silberstraße“): 
1853 Anton Moritz Styer / 1858 Pauline Steyer / 1863 Carl August Schmatz / 1865 Christian Friedrich Hänel / 1868 Christian Gottfried Pechstein / 1872 Johanne Christine Buschmann / 1873 Friedrich Wilhelm Hachenberger / 1875 Karl August Heinrich / 1881 Christian Friedrich Zimmermann / 1889 Ernst Hermann Heinrich / 1892 Franz Hermann Köhler / 1926 Helene Köhler / 1933 Revierwasserlaufanstalt / 1950 Eigentum der Gemeinde.
28. ↑  
Denkmaltext: Der 4.330 m lange Müdisdorfer Kunstgraben wird aus dem Unteren Großhartmannsdorfer Teich (vgl. ID-Nr. 8991218) gespeist und verläuft anschließend in zunächst nordöstlicher Richtung parallel zum Müdisdorfer Dorfbach. Auf Weigmannsdorfer Flur in nördlicher Richtung abknickend, wird der Kunstgraben durch die etwa 315 Meter lange Menden Rösche unterbrochen. Nach einem weiteren obertägigen Teilstück wird der Müdisdorfer Kunstgraben schließlich durch eine gleichnamige Rösche fortgesetzt, die sich am Röschenhaus Berthelsdorf (vgl. ID-Nr. 09208697) in einen Haupt- und Nebenzweig aufgliedert. Während der ältere Nebenzweig (vgl. ID-Nr. 09304681), auch Alte Müdisdorfer Rösche genannt, auf Berthelsdorfer Flur von dem Hohe Birke Kunstgraben (vgl. ID-Nr. 09208686) fortgesetzt wird, mündet der auf Erbisdorfer Flur vorgetriebene jüngere Hauptzweig (vgl. ID-Nr. 09208687) in einem Kunstgraben, der den Erzengler Teich (vgl. ID-Nr. 09208677) mit dem Rothbächer Teich (vgl. ID-Nr. 09208678) verbindet. Der Müdisdorfer Kunstgraben, die Menden und die Müdisdorfer Rösche sind der sogenannten Unteren Wasserversorgung der historischen Revierwasserlaufsanstalt (vgl. hierzu das Sachgesamtheitsdokument ID-Nr. 08991218) zugehörig, einem über mehrere Jahrhunderte hinweg entstandenen umfangreichen System an Kunstgräben, Röschen und Speicherteichen zur Ansammlung und Herbeileitung von Aufschlagwasser für den Freiberger Bergbau. 

Der Müdisdorfer Kunstgraben wurde bereits im Jahr 1558 angelegt, während der Vortrieb der Müdisdorfer Rösche erst zwischen 1589 und 1590 erfolgte. Der Nebenzweig, zu diesem Zeitpunkt noch die einzige Fortsetzung der Müdisdorfer Rösche, konnte im Jahr 1598 fertiggestellt werden. Erst im Jahr 1873 erfolgte der Durchschlag des Hauptzweigs, infolgedessen der Rothbächer Teich schließlich auch als Zwischenspeicher innerhalb der Unteren Wasserversorgung der Revierwasserlaufsanstalt fungieren konnte. Im oberen Verlauf des Kunstgrabens ermöglicht ein Flutgraben die Einleitung von Wasser aus dem hangaufwärts nahezu parallel verlaufenden Kohlbach Kunstgraben (vgl. ID-Nr. 08980407). Die Menden Rösche entstand erst im 18. Jahrhundert. 

Der Müdisdorfer Kunstgraben weist eine aus Trockenmauerwerk bestehende Grabenbrust auf und war ursprünglich zu einem großen Teil mit Holzschwarten abgedeckt, um eine Verunreinigung sowie übermäßige Verdunstung des Wassers zu verhindern. Heute ist die Schwartenabdeckung in weiten Teilen einer Betonplattenabdeckung gewichen. Als Bestandteil der weiterhin aktiven Revierwasserlaufanstalt befindet sich der Kunstgraben mitsamt seinen Röschen weiterhin in Nutzung und ist in die Brauch- und Trinkwasserversorgung Freibergs eingebunden. 

Teilstück des Müdisdorfer Kunstgrabens auf Müdisdorfer Flur, schließt an das Teilstück auf Großhartmannsdorfer Flur (vgl. ID-Nr. 09306198) an, Weiterführung auf Weigmannsdorfer Flur (vgl. ID-Nr. 08980390), auf kurzen Strecken verröscht, teils mit Holzschwarten, teils bereits mit Betonplatten abgedeckt, kann über einen Verbindungsgraben (Flutgraben) vom Bahnschütz des oberhalb am Hang parallel geführten Kohlbach Kunstgrabens (vgl. ID-Nr. 08980407) Wasser erhalten, eigener Abschlag am Wolfsschütz in den Großhartmannsdorfer Bach möglich, nordöstlich des Wolfsschützes am linken Grabenufer sowie oberhalb der ehem. Feuerwehr jeweils ein Grenzstein.
29. ↑  
Teilstück des Müdisdorfer Kunstgrabens auf Weigmannsdorfer Flur, schließt an das Teilstück auf Müdisdorfer Flur (vgl. ID-Nr. 08980396) an, mit Betonplatten abgedeckt, auf ca. 315 m langen Abschnitt verröscht: sog. Menden Rösche, südliches Mundloch bezeichnet O.G. 1861 (Bruchsteingewölbe), nördliches Mundloch bezeichnet O.G. 1869 (Bruchsteingewölbe), im nachfolgenden Teilstück des Kunstgrabens Pohlerschütz mit Abschlag, danach Ende des Kunstgrabens am südlichen Mundloch (bezeichnet 1868 O.G.) der Müdisdorfer Rösche, Weiterführung der Rösche auf Brand-Erbisdorfer Gemeindegebiet (vgl. ID-Nr. 09208687), am Röschenmundloch ein Grenzstein, Richtung Brand-Erbisdorf Halde eines Lichtlochs zur Auffahrung der Rösche im Gegenortbetrieb.
30. ↑  
Der Hauptzweig der Müdisdorfer Rösche ist ein Teilstück bzw. Abzweig der Müdisdorfer Rösche, welche den am Unteren Großhartmannsdorfer Teich (vgl. ID-Nr. 8991218) beginnenden Müdisdorfer Kunstgraben (vgl. ID-Nr. 8980396) unter Tage fortsetzt. Die Rösche ist damit der sogenannten Unteren Wasserversorgung der historischen Revierwasserlaufsanstalt (vgl. hierzu das Sachgesamtheitsdokument ID-Nr. 08991218) zugehörig, einem über mehrere Jahrhunderte hinweg entstandenen umfangreichen System an Kunstgräben, Röschen und Speicherteichen zur Ansammlung und Herbeileitung von Aufschlagwasser für den Freiberger Bergbau. Die Müdisdorfer Rösche, die zum Teil auf Erbisdorfer Flur verläuft, gliedert sich am Röschenhaus Berthelsdorf (vgl. ID-Nr. 09208697) in einen Haupt- und Nebenzweig auf. Während der ältere Nebenzweig, auch Alte Müdisdorfer Rösche genannt, auf Berthelsdorfer Flur (vgl. ID-Nr. 09304681) von dem Hohe Birke Kunstgraben (vgl. ID-Nr. 09208686) fortgesetzt wird, mündet der auf Erbisdorfer Flur vorgetriebene jüngere Hauptzweig in einem Kunstgraben, der den Erzengler Teich (vgl. ID-Nr. 09208677) mit dem Rothbächer Teich (vgl. ID-Nr. 09208678) verbindet. 

Die Müdisdorfer Rösche wurde zwischen 1589 und 1590 angelegt und nutzte dafür zum Teil den bereits bestehenden Stolln der ehemaligen Kupfer- und Zwittererzgrube Junger Fürst zu Sachsen, Herzog Christianus. Hieraus ergab sich anfänglich die Bezeichnung der Anlage als Junger Fürst zu Sachsen Müdisdorfer Rösche. Der Nebenzweig, zu diesem Zeitpunkt noch die einzige Fortsetzung der Müdisdorfer Rösche, konnte im Jahr 1598 fertiggestellt werden. Erst im Jahr 1873 erfolgte der Durchschlag des Hauptzweigs, infolgedessen der Rothbächer Teich schließlich auch als Zwischenspeicher innerhalb der Unteren Wasserversorgung der Revierwasserlaufsanstalt fungieren konnte.
31. ↑  
Die Müdisdorfer Rösche setzt den am Unteren Großhartmannsdorfer Teich (vgl. ID-Nr. 8991218) beginnenden Müdisdorfer Kunstgraben unter Tage fort. Sie ist damit der sogenannten Unteren Wasserversorgung der historischen Revierwasserlaufsanstalt (vgl. hierzu das Sachgesamtheitsdokument ID-Nr. 08991218) zugehörig, einem über mehrere Jahrhunderte hinweg entstandenen umfangreichen System an Kunstgräben, Röschen und Speicherteichen zur Ansammlung und Herbeileitung von Aufschlagwasser für den Freiberger Bergbau.

Die Müdisdorfer Rösche, die bereits auf dem Gemeindegebiet Lichtenbergs (vgl. ID-Nr. 08980396) beginnt, gliedert sich am Röschenhaus Berthelsdorf (vgl. ID-Nr. 09208697) in einen Haupt- und Nebenzweig auf. Während der ältere Nebenzweig, auch Alte Müdisdorfer Rösche genannt, auf Berthelsdorfer Flur von dem Hohe Birke Kunstgraben (vgl. ID-Nr. 09208686) fortgesetzt wird, mündet der auf Erbisdorfer Flur vorgetriebene jüngere Hauptzweig (vgl. ID-Nr. 09208687) in einem Kunstgraben, der den Erzengler Teich (vgl. ID-Nr. 09208677) mit dem Rothbächer Teich (vgl. ID-Nr. 09208678) verbindet. Die Müdisdorfer Rösche wurde zwischen 1589 und 1590 angelegt und nutzte dafür zum Teil den bereits bestehenden Stolln der ehemaligen Kupfer- und Zwittererzgrube Junger Fürst zu Sachsen, Herzog Christianus. Hieraus ergab sich anfänglich die Bezeichnung der Anlage als Junger Fürst zu Sachsen Müdisdorfer Rösche. Der Nebenzweig, zu diesem Zeitpunkt noch die einzige Fortsetzung der Müdisdorfer Rösche, konnte im Jahr 1598 fertiggestellt werden. Erst im Jahr 1873 erfolgte der Durchschlag des Hauptzweigs, infolgedessen der Rothbächer Teich schließlich auch als Zwischenspeicher innerhalb der Unteren Wasserversorgung der Revierwasserlaufsanstalt fungieren konnte.

Teilstück der Müdisdorfer Rösche auf Berthelsdorfer Flur (Flst. 362/2), führt das von Weigmannsdorfer Flur kommende Röschenteilstück (vgl. ID-Nr. 08980390) fort, über die Gemeindegrenze zu Brand-Erbisdorf hinweg weiterführend (vgl. ID-Nr. 09208687), auf Erbisdorfer Flur unterirdisch Aufteilung der Rösche in einen Hauptzweig in Richtung Rothbächer Teich (Brand-Erbisdorf, vgl. ID-Nr. 09208678) und einen Nebenzweig (die Alte Müdisdorfer Rösche), der unter dem Brunnenhaus des sog. Röschenhauses (vgl. ID-Nr. 09208697) verläuft, über dieses auch angefahren werden kann, und am Mundloch zum Hohe Birke Kunstgraben (vgl. ID-Nr. 09208707) mündet, letzteres mit Grenzstein (bezeichnet „1“).
32. ↑  
Der Rothbächer Teich, ein zwischen 1564 und 1569 von der Alten Mordgrube 3. u. 4. Maaß angelegter Speicherteich, ist Bestandteil der Revierwasserlaufsanstalt (kurz RWA), einem umfangreichen System von Kunstgräben, Röschen und Teichen zur Bereitstellung von Aufschlagwasser für die Gruben des Freiberger Reviers. Er staute zunächst lediglich das Wasser des südwestlichen Arms des Münzbaches auf, erhielt dann aber mit der nur ein Jahr später erfolgten Fertigstellung des oberhalb gelegenen Erzengler Teiches (vgl. ID-Nr. 09208677) auch Anschluss an den Kohlbach Kunstgraben (Teil der Oberen Wasserversorgung der RWA – vgl. ID-Nr. 09208685). Ein 1567 angelegter Kunstgraben führte das gespeicherte Wasser allein der Alten Mordgrube 3. u. 4. Maaß zu, bis dieser zwischen 1589 und 1590 zum Hohe Birke Kunstgraben (Teil der Unteren Wasserversorgung der RWA – vgl. ID-Nr. 09208686) ausgebaut wurde und damit die Versorgung weiterer Gruben und Wäschen des Reviers ermöglichte. Zudem konnte das Teichwasser mittels des sogenannten Rothbächer Wasserteilers über den Münzbach in den weiter talwärts gelegenen Lother Teich (vgl. ID-Nr. 09208698) abgeschlagen werden. 

Mit der Fertigstellung des Hauptzweigs der Müdisdorfer Rösche (vgl. ID-Nr. 09208687) zwischen dem Röschenhaus (vgl. ID-Nr. 09208697) und dem Verbindungsgraben zwischen Erzengler und Rothbächer Teich im Jahr 1873 war der Kunstteich schließlich auch als Zwischenspeicher innerhalb der Unteren Wasserversorgung der RWA nutzbar. Obwohl die Revierwasserlaufsanstalt bereits das alleinige Verfügungsrecht über das Stauwasser besaß – lediglich der Fischereibetrieb war dem Grundbesitzer erlaubt, ging der Rothbächer Teich erst 1900 in deren Eigentum über. Nach der Einstellung des Freiberger Bergbaus im Jahr 1913 diente das Gewässer als Ausgleichsteich für das Revierelektrizitätswerk (zum Kavernenkraftwerk im Drei-Brüder-Schacht vgl. ID-Nr. 09201113), während es heute Betriebswasser für Freiberger Industrie- und Gewerbebetriebe bereitstellt. 

Das Absperrbauwerk des Kunstteiches ist ein 248 m langer, ca. 4,5 m hoher und an der Krone etwa 4 m breiter Erddamm mit Lehmkerndichtung und wasserseitiger Tarrasmauer. Der ursprünglich nur aus mit Sand-, Schutt- und Schlackenmassen vermischten Erdstoffen sowie einer Tarrasmauer bestehende Damm wurde 1843 bei Instandsetzungsarbeiten am wasserseitigen Mauerwerk mit einer Lehmbrust weiter abgedichtet. Mit der Erhöhung des Dammes um 80 Zentimeter im Jahr 1936 vergrößerte sich zugleich der Stauraum des Rothbächer Teichs, der heute 96.000 m³ fassen kann. Zwischen 1936 und 1938 wurde der Damm auf der gesamten Länge mit einem neuen Lehmdichtungskörper versehen. Die Böschung des Damms erfuhr 2001 eine Abflachung. Nach Hochwasserschäden aus dem Jahr 2002 und nachfolgenden Notsicherungsmaßnahmen an Damm und Überlauf wurde schließlich 2010 eine neue Hochwasserentlastungsanlage in den Damm eingebracht. Auf den ursprünglichen Standort des Überlaufs verweist nur noch ein leicht zurückgesetztes Tarrasmauersegment. Zeitgleich wurde auch der Grundablass ersetzt. 

Auf dem Damm befindet sich das 1851 errichtete und von 1902 bis 1904 sowie zwischen 1936 und 1938 jeweils Erneuerungen unterzogene Striegelhaus mit einer originalen, bauzeitlichen Striegelanlage. Das Fluterhaus unterhalb des Teichs umhaust den sogenannten Rothbächer Wasserteiler, der die Wasserverteilung zum Hohe Birke Kunstgraben bzw. zum Lother Teich regelt. 

Trotz der genannten Umbaumaßnahmen ist die historische Funktionsweise des Rothbächer Teichs als Bestandteil der historischen Revierwasserlaufsanstalt weiterhin ablesbar. Somit ist er als landschaftsprägende Anlage nicht nur von ortsgeschichtlicher, sondernd vor allem von bergbauhistorischer Bedeutung, zeugt er doch im Zusammenspiel mit weiteren – teils fragmentarisch – erhaltenen bergbauwasserwirtschaftlichen Anlagen von den Anstrengungen, die zur Aufrechterhaltung des Erzbergbaus mittels wasserbetriebener Antriebs- und Aufbereitungstechnik unternommen wurden. Die erhaltene, technikgeschichtlich bedeutende Striegelanlage besitzt zudem Seltenheitswert. Aufgrund der weitergeführten Nutzung als Wasserspeicher im System der aktiven RWA ergibt sich zudem ein besonderer Erlebnis- und Erinnerungswert des Kunstteichs mitsamt seinen Anlagenteilen (LfD/2013). 

Der Rothbächer Teich wurde 1568/69 angelegt, 1848 und 1936 erweitert und umgebaut, Wasser erhält er aus Münzbach oder der Müdisdorfer Rösche, Erddamm mit Lehmdichtung und Tarrasmauer ausgeführt, Länge: 293 m, Dammkrone 5,1 m breit, auf dem Damm ein Striegelhaus originaler Striegelanlage, unterhalb des Teiches ein „Rothbächer“ Wasserteiler. Quelle: MontE-Datenbank.
33. 1 2 3  
Der Hohe Birke Kunstgraben mit einer Länge 4805 m ist Teil der Unteren Wasserversorgung und erstreckt sich über drei Gemeinden: Weißenborn/Erzgeb., OT Berthelsdorf – Gemarkung Berthelsdorf/Erzgeb., Brand-Erbisdorf, Stadt, OT Brand-Erbisdorf – Gemarkung Erbisdorf sowie Freiberg, Stadt, OT Zug – Gemarkung Zug. 

Denkmaltext: Der Hohe Birke Kunstgraben (auch Hohbirker oder Hochbirkner Kunstgraben) ist ein von 1589 bis 1590 angelegter Kunstgraben, der in Teilen eine seit 1567 bestehende Grabenanlage zwischen dem Rothbächer Teich (vgl. ID-Nr. 09208678) sowie der Grube Alte Mordgrube 3. u. 4. Maaß einbezog. Er gehört zu einem umfangreichen bergmännischen Wasserversorgungssystem, der Revierwasserlaufsanstalt. Der Kunstgraben mit Seitenwänden aus Trockenmauerwerk ist zum Teil mit traditionellen Rindenschwarten bedeckt, das Grabenwasser wird heute aber überwiegend durch Betonplattenabdeckungen vor Verdunstung und Verschmutzung geschützt. Teilstücke dieses mit minimalem Gefälle am Hang entlang geführten Kunstgrabens sind verröscht, andere aufgrund von Umbauten nicht mehr in Nutzung und daher vom heutigen Grabenverlauf abgetrennt. 

Der Hohe Birke Kunstgraben beginnt auf Brand-Erbisdorfer Flur am unteren Mundloch des Nebenzweigs der Müdisdorfer Rösche (vgl. ID-Nr. 09304681) und nimmt hier am Rothbächerschütz zugleich den Abfluss aus dem Rothbächer Teich auf. Auf Berthelsdorfer Flur führt er westlich am Lother Teich (auch Mühlteich) vorbei und – lediglich über eine kurze Distanz unter der Berthelsdorfer Straße hindurch verröscht – nach Norden in Richtung Krausens Mühle und weiter bis zum Mundloch der Altmordgrübner Wäsche am ehemaligen Menden Schacht der Alten Mordgrube (vgl. ID-Nr. 09208594), hier von links Einmündung einer Leitung von der Mendenschachter Aufschlagrösche, ab dem Mundloch verröscht, unter dem Betriebsgelände der ehem. Lederwerke Moritz Stecher (vormals Standort der Altmordgrübner Wäsche) hindurch. Sowohl die Erzwäsche als auch die Lederwerke erhielten ihr Aufschlag- und Wäschwasser bzw. ihr Brauchwasser aus dem Hohe Birke Kunstgraben. 

Südlich der Lederwerke setzt sich dieser in Form einer Rösche unter dem Bahndamm der Bahnstrecke Berthelsdorf–Großhartmannsdorf hindurch in Richtung Konstantinteich (vgl. ID-Nr. 09208746) fort. Ursprünglich wurde das Grabenwasser in diesen eingespeist, wird aber heute mittels einer in das Dammbauwerk des Konstantinteiches integrierten Rohrleitung um ihn herum geführt. Es kann nun sowohl in Richtung des östlich gelegenen Hüttenteiches abgeschlagen als auch in den am nordöstlichen Damm anschließenden Folgeabschnitt des Hohe Birke Kunstgrabens geleitet werden. Das ungenutzte Grabenteilstück zwischen Abschlag und Dammbauwerk ist aber weiterhin erhalten. 

Im Anschluss an den Konstantinteich verläuft der Hohe Birke Kunstgraben in einer langgezogenen Ostkurve weiter auf Zuger Flur (vgl. ID-Nr. 09201107) und endet heute nahe dem Friedhof. Ursprünglich zweigte hier in östlicher Richtung der Zuger Wäschgraben zur Beaufschlagung der Zuger Erzwäschen sowie der Kröner Fundgrube ab, während der eigentliche Kunstgraben nordwärts weiterführte und über verschiedene Abzweigungen Wäschen und Gruben im Freiberger Stadtgebiet erreichte. Von diesem ist noch ein Teilabschnitt zwischen Schulstraße und Am Daniel südöstlich des Junger Thurmhof Huthausschachtes erhalten. 

Der Kunstgraben versorgte innerhalb des wasserwirtschaftlichen Systems der Revierwasserlaufsanstalt ursprünglich die nahegelegenen Gruben und Erzwäschen des Brander, Zuger und Freiberger Reviers, darunter insbesondere die Gruben auf dem nahegelegenen und namensgebenden Hohe Birke Gangzug. In späterer Zeit wurden neben diesen bergmännischen Anlagen auch Gemeinden und Gewerbebetriebe mit Brauchwasser versorgt, wie etwa ab 1866 die Gemeinde Zug oder ab 1900 die Stecher‘sche Lederfabrik. Dabei wurde der Hohe Birke Kunstgraben in der Vergangenheit verschiedenen Instandsetzungs-, Umbau- oder Begradigungsmaßnahmen unterzogen. So führte die Vergrößerung des Konstantinteiches 1936 dazu, dass der Kunstgraben heute zum Teil verrohrt und von dem neuen Dammbauwerk überdeckt ist. 

Trotz der vielen Veränderungen, die der Hohe Birke Kunstgraben durch seine fortwährende Nutzung erfahren hat, bleibt der ursprüngliche Charakter dieser wasserwirtschaftlichen Anlage bis heute gewahrt. Als Teil der Sachgesamtheit Revierwasserlaufanstalt ist er authentisches Zeugnis der Anstrengungen, die für die Aufrechterhaltung und Beförderung des Freiberger Bergbaus sowie der angrenzenden Reviere seit Mitte des 16. Jahrhunderts unternommen wurden. Auch der auf wenige, touristisch bedeutende Streckenabschnitte begrenzte Einsatz der traditionellen Schwartenabdeckung steht dem nicht entgegen, belegt die Betonplattenabdeckung doch das aktuelle Vorgehen zum Schutz der Kunstgräben (angesichts der heute nicht mehr im Überfluss vorhandenen Rindenschwarten). Der Hohe Birke Kunstgraben ist auch im abgedeckten Zustand aufgrund seiner deutlichen Abzeichnung als Geländestufe am Hang von landschafts- und ortsbildprägender Bedeutung und aufgrund seines hohen bergbau- und ortsgeschichtlichen Dokumentationswertes als Kulturdenkmal erhaltungswürdig (LfD/2012).
34. ↑  
Der Lother Teich (auch Lotterteich, Lothener Teich oder Mühlteich) wurde in der 2. Hälfte des 16. Jahrhunderts als Bestandteil der historischen Revierwasserlaufsanstalt (vgl. das Sachgesamtheitsdokument – ID-Nr. 08991218) angelegt, einem über mehrere Jahrhunderte hinweg entstandenen umfangreichen System an Kunstgräben, Röschen und Speicherteichen zur Ansammlung und Herbeileitung von Aufschlagwasser für den Freiberger Bergbau. Der Kunstteich speicherte das Wasser des Münzbaches, nahm aber auch das der Müdisdorfer Rösche (vgl. ID-Nr. 09304681) sowie der oberhalb gelegenen Speicherteiche, dem Erzengler (vgl. ID-Nr. 09208677) und dem Rothbächer Teich (vgl. ID-Nr. 09208678), auf. Führte er ursprünglich der namensgebenden Grube Loth Aufschlagwasser zu, konnte man über den Münzbach bei Bedarf auch den Wasserspeicher des Hüttenteichs (vgl. ID-Nr. 09208703) auffüllen und damit den weiterführenden Thurmhofer Kunstgraben sowie die angeschlossenen Gruben mit Aufschlagwasser unterstützen. Der Kunstteich besitzt einen etwa 120 Meter langen Erddamm mit Lehmdichtung und ein Stauvolumen von ca. 45.000 m³. Der um 1965 umfassenden Instandsetzungsmaßnahmen unterzogene Kunstteich ist heute nicht mehr Bestandteil der aktiven Revierwasserlaufanstalt, dient aber noch zur Trinkwasserversorgung Brand-Erbisdorfs.
35. ↑  
Denkmaltext: Zwischen 1795 und 1799 wurde zwischen dem Caspar Schacht (vgl. die zugehörige Halde Nr. 53 im Sachgesamtheitsdokument „Brander Revier“ – ID-Nr. 09208604) und Menden Schacht der Alten Mordgrube Fundgrube (vgl. ID-Nr. 09208594) eine Rösche aufgefahren. Diese leitete zunächst das aus dem Kohlbach Kunstgraben (vgl. ID-Nr. 09208685) stammende und über den zu diesem Zeitpunkt noch existierenden Sonner Kunstgraben und die Sonner Rösche weitergeführte Aufschlagwasser zu den Wasserkraftmaschinen der Alten Mordgrube. In den Jahren 1862 und 1863 wurde die als Alte Mordgrübner Rösche, später auch als Mendenschachter Aufschlagrösche bezeichnete Anlage durch eine neue Rösche angefahren. Diese sogenannte Verbindungsrösche zweigte an der Wäsche der Grube Reicher Bergsegen (vgl. ID-Nr. 09208533) direkt vom Kohlbach Kunstgraben ab und führte dann über den Neu Glück und Drei Eichen Treibeschacht (vgl. ID-Nr. 09208748) zum Caspar Schacht sowie zur Mendenschachter Aufschlagrösche. Die Auffahrung der knapp 3 km langen untertägigen Anlage erfolgte mittels Bohr- und Sprengarbeiten. Beide Röschen sind als Bestandteil der historischen Revierwasserlaufsanstalt, einem umfangreichen System an Kunstteichen, -gräben und Röschen zur Speicherung und Herbeiführung von Aufschlagwasser für den Brander und Freiberger Bergbau, von bergbauhistorischer Bedeutung (LfD/2013).
36. ↑  
Hüttenteich (auch Großer Hüttenteich), unterster Speicherteich innerhalb der Revierwasserlaufanstalt, erhält Wasser aus dem oberhalb gelegenen Konstantin Teich (vgl. ID-Nr. 09208746) über eine in den sog. Bauerzuggraben mündende moderne Leitung (diese kein Denkmal), Bauerzuggraben mit teilweise erhaltenem Abzweig nach Nordosten (entwässerte in einen kleineren Teich gleich unterhalb des Hüttenteich-Damms), Kunstteich mit einem 443 m langen Teichdamm, dieser ist ein Erddamm mit Lehmkerndichtung und wasserseitiger Tarrasmauer und wird von einer Wellenschutzmauer abgeschlossen, mit Überlauf und regulierendem Fluterhaus (langes, schmales Fachwerkgebäude mit Schützen) und anschließender Flutrinne (Ausleitung in den Münzbach), über dem Grundablass ein Striegelhaus auf der Dammkrone, am Fuße des Teichdamms Verteilerhaus, über den Grundablass entwässerte der Kunstteich in den Junge Hohe Birke Kunstgraben, der den nördlich gelegenen Gruben Prophet Jonas und Junge Hohe Birke Aufschlagwasser zuführte (heute über Verteilerhaus Brauchwasserverteilung mittels Rohrleitungen zur Freiberger Industrie).
37. ↑  
Kunstteich erstreckt sich über zwei Gemeinden (Freiberg, Stadt, OT Zug, Flst. 188/5, Weißenborn/Erzgeb., OT Berthelsdorf/Erzgeb., Flst. 474/2), errichtet um 1580, erweitert 1912–1913, diente nachfolgend als Vorspeicher für die im Constantin- und Drei-Brüder-Schacht installierten Kavernenkraftwerke, Teichdamm als ringförmiger Erddamm mit Lehmkerndichtung und wasserseitiger Tarrasmauer (Länge 498 m), Einlaufgebäude schlichtes Funktionsgebäude mit Schütz, Teile des Teichdamms sowie Teichschütz am Abzweig eines ehem. Wäschgrabens, vermutlich später eines Aufschlaggrabens zu den Kavernenkraftwerken dabei auf Zuger Flur (vgl. ID-Nr. 09201107), nordöstlich Grundablass in das Zuger Teilstück des Hohe Birke Kunstgrabens (vgl. ebenfalls ID-Nr. 09201107), südöstlich vom Kunstteich abgehende Umgehungsleitung (modern – kein Denkmal) mit Anbindung an den sog. Bauerzuggraben zum Hüttenteich (vgl. ID-Nr. 09208703).